# Histoire militaire de l'Australie pendant la Seconde Guerre mondiale

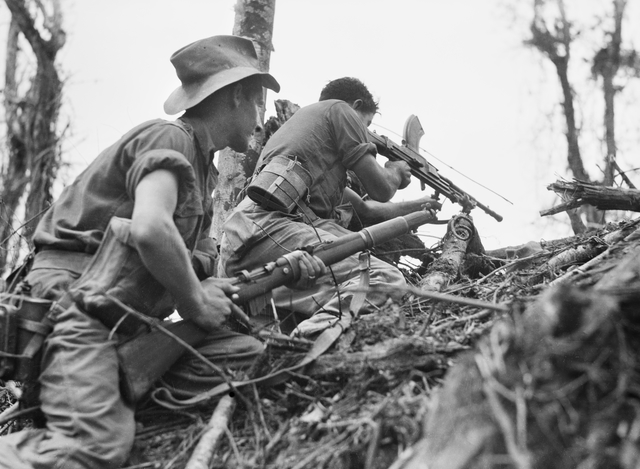
Une équipe australienne de mitrailleurs en action contre les positions japonaises près de Wewak en juin 1945

L'Australie entra dans la Seconde Guerre mondiale, peu après l'invasion de la Pologne en déclarant la guerre à l'Allemagne le 3 septembre 1939. À la fin de la guerre près d'un million d'Australiens avaient servi dans les forces armées australiennes avec un effectif maximal de 680 000 militaires pour une population totale de moins de 7,5 millions d'habitants et les unités militaires australiennes ont combattu en Europe, en Afrique du Nord et dans le sud-ouest du Pacifique.
En outre, l'Australie, pour la première fois de son histoire, connut la guerre sur son propre territoire. Pendant cette guerre, 27 073 Australiens furent tués et 23 477 blessés par l'ennemi.
L'Australie a participé à deux guerres entre 1939 et 1945. L'Australie a combattu d'une part contre l'Allemagne et l'Italie dans le cadre de l'effort de guerre du Commonwealth britannique et, d'autre part, contre l'empire du Japon dans une alliance avec les États-Unis et le Royaume-Uni. Alors que la plupart des forces terrestres australiennes ont été retirées de la zone du bassin méditerranéen après l'invasion de l'Extrême-orient et de l'Océanie par le Japon, un grand nombre d'Australiens ont continué à prendre part à l'offensive aérienne contre l'Allemagne. De 1942 jusqu'au début de 1944, les forces australiennes ont joué un rôle crucial dans la guerre du Pacifique en fournissant la majorité des forces alliées dans le sud-ouest du Pacifique. Les militaires australiens ont été largement relégués à des seconds rôles à la mi-1944, mais ont continué leur action offensive contre les Japonais jusqu'à la fin de la guerre.

## Déclenchement de la guerre

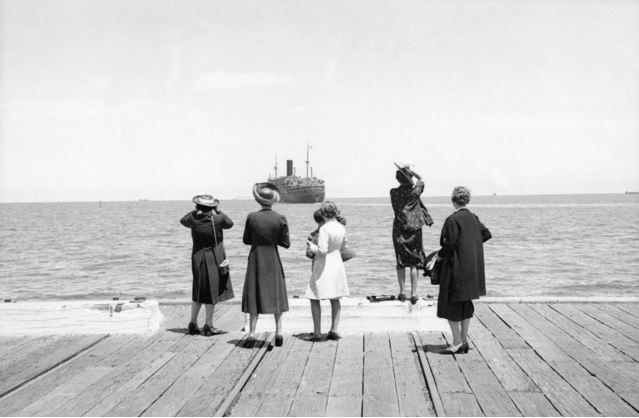
Cinq femmes saluent un navire de troupe quittant Melbourne en emportant les premiers éléments de la 6e division en décembre 1939

Entre la Première et la Seconde Guerre mondiale, l'Australie a beaucoup souffert de la Grande Dépression comme le reste du monde occidental. Cela a limité les dépenses de la défense australienne et a conduit à une diminution de la taille et de l'efficacité des forces armées au cours de la période allant de la fin des années 1920 au début des années 1930. Dans les années qui ont précédé la guerre, l'Australie a suivi la politique du Royaume-Uni envers l'Allemagne nazie, approuvant les accords de Munich et la garantie de l'indépendance polonaise.
L'Australie déclara la guerre à l'Allemagne le 3 septembre 1939, après que l'ultimatum à l'Allemagne lui demandant de se retirer de Pologne expira. Les vrais signes de la guerre eurent lieu plusieurs heures plus tard, quand un canon de Fort Queenscliff tira des coups de semonce vers un navire allemand qui tentait de quitter Melbourne sans les autorisations nécessaires. Le 10 octobre 1939, un bombardier Short Sunderland de la 10e escadrille, basé en Angleterre pour modernisation de l'équipement, devint la première unité de l'armée de l'air australienne et du Commonwealth à entrer en action quand l'avion effectua une mission en Tunisie.
Au moment de la déclaration de guerre, les forces armées australiennes étaient moins bien préparées qu'elles ne l'étaient au début de la Première Guerre mondiale, en août 1914
. Bien que le gouvernement eut commencé à organiser une grande expansion de ses moyens militaires et de transférer ses navires et avions de guerre pour les placer sous contrôle britannique, il n'était pas disposé à envoyer immédiatement une force expéditionnaire outre-mer en raison de la menace d'intervention des japonais sur l'Australie.

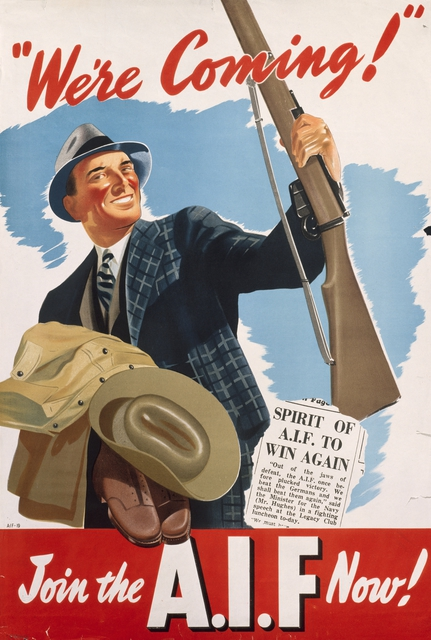
Affiche publicitaire pour l'engagement volontaire dans la 2e AIF

Le 15 septembre 1939, le premier ministre Robert Menzies annonça la formation de la deuxième Force impériale australienne (Australian Imperial Force ou AIF). Il s'agissait d'une force expéditionnaire composée initialement de 20 000 hommes organisés en une division d'infanterie (la 6e division) et des unités auxiliaires. L'AIF a été créée institutionnellement distincte de la CMF (Citizens Military Force), une milice qui avait des pouvoirs légalement limités pour n'intervenir qu'en Australie et dans ses territoires extérieurs. L'AIF a été formée par de nouvelles unités et non à partir d'unités transférées de la CMF. Le 15 novembre 1939, Menzies annonça la réintroduction de la conscription pour la CMF à compter du 1er janvier 1940. Les hommes célibataires atteignant 21 ans avant le 30 juin 1940 devaient être incorporés dans la milice. Pour cette raison, l'AIF ne put accepter de personnes qui devaient servir dans la CMF. La 6e division fut formée au cours des mois d'octobre et de novembre 1939 et partit pour le Moyen-Orient au début de l'année 1940 pour compléter sa formation et recevoir des équipements modernes, après que Winston Churchill  eut assuré le gouvernement australien que le Japon ne constituerait pas une menace immédiate pour l'Australie. Il était prévu que la division se joindrait à la Force expéditionnaire britannique en France lorsque ses préparatifs seraient achevés, mais il n'avait pas été prévu que la France serait occupée par l'Allemagne avant que la division ne soit prête. Par la suite, trois divisions d'infanterie AIF (les 7e, 8e et 9e divisions) furent levées au cours du premier semestre 1940 ainsi qu'un corps d'armée (le Ier corps) et de nombreuses unités de soutien et de service. Toutes ces divisions et la majorité des unités d'appui furent déployées à l'étranger au cours des années 1940 et 1941. Une division blindée (la 1re division blindée) fut également levée au début de 1941 mais elle n'a jamais quitté l'Australie.
Alors que le gouvernement avait proposé initialement de déployer l'ensemble des forces armées aériennes australiennes outre-mer, il fut finalement décidé de concentrer en Australie toutes les ressources pour la formation des équipages du Commonwealth afin de faciliter une formation accélérée et massive des soldats des forces aériennes du Commonwealth. À la fin de 1939, l'Australie et les autres dominions de l'Empire créèrent l'Empire Air Training Scheme (EATS) pour former un grand nombre d'hommes devant servir dans la Royal Air Force (RAF) et les autres unités aériennes du Commonwealth. Près de 28 000 Australiens ont été formés dans le cadre de l'EATS en Australie, au Canada et en Rhodésie. Bien que beaucoup de ces hommes aient été affectés dans les escadrilles australiennes de l'article XV, la majorité d'entre eux a servi au sein des escadrilles britanniques et d'autres pays membres du Commonwealth. En outre, ces escadrilles nominalement "australiennes" n'étaient pas sous le contrôle du gouvernement de leur pays et les Australiens n'ont souvent disposé que d'une minorité de leurs aviateurs. Comme le gouvernement australien n'avait pas de véritable contrôle sur la manière dont les pilotes formés dans le cadre de l'EATS étaient utilisés, la plupart des historiens australiens considèrent que l'EATS a entravé le développement des défenses de l'Australie. Néanmoins, ces aviateurs australiens représentent environ neuf pour cent de tous les équipages qui ont combattu pour la RAF sur les théâtres de guerre européens et méditerranéens et ils ont apporté une contribution importante aux opérations alliées.

## Afrique du Nord, Méditerranée et Moyen-Orient
Au cours des premières années de la Seconde Guerre mondiale, la stratégie militaire de l'Australie fut étroitement alignée sur celle du Royaume-Uni. C'est ainsi que la plupart des unités militaires australiennes déployées à l'étranger en 1940 et 1941 ont été envoyées en Méditerranée et au Moyen-Orient, où elles formèrent une partie essentielle des forces du Commonwealth dans la région. Les trois divisions australiennes d'infanterie envoyées au Moyen-Orient eurent une activité très intense, de même que les escadrons aériens et les navires de cette zone de guerre.

### Afrique du Nord
La marine Royale a été le premier des services australiens à entrer en action en Méditerranée. À l'époque où l'Italie entra en guerre, le 10 juin 1940, la marine australienne avait un seul croiseur, le Sydney et cinq vieux destroyers qui formaient la "flottille de ferraille" (Scrap Iron Flotilla) selon les propos de Joseph Goebbels, basée à Alexandrie avec la flotte britannique de Méditerranée. Durant les premiers jours de la bataille de Méditerranée, le Sydney coula le torpilleur italien Voyager et un sous-marin. La flotte méditerranéenne maintint un rythme opérationnel élevé et, le 19 juillet, le Sydney, accompagné par une flotte de destroyers britanniques, affronta les croiseurs légers italiens Bartolomeo Colleoni et Giovanni dalle Bande Nere à la bataille du cap Spada. Dans la bataille, le Bartolomeo Colleoni fut coulé. Les navires australiens passèrent une grande partie de leur temps en mer tout au long de l'année 1940 et le Sydney fut relevé par son navire-jumeau, le Perth, en février 1941.
L'armée de terre australienne commença la guerre en participant à l'opération Compass, une offensive réussie des armées du Commonwealth en Afrique du Nord qui fut menée entre décembre 1940 et février 1941. La 6e division australienne releva la 4e division indienne le 14 décembre. Bien que la 6e division n'ait pas été entièrement équipée, elle acheva sa formation et eut la tâche de prendre les forteresses italiennes court-circuitées au cours de l'avance de la 7e division blindée britannique.

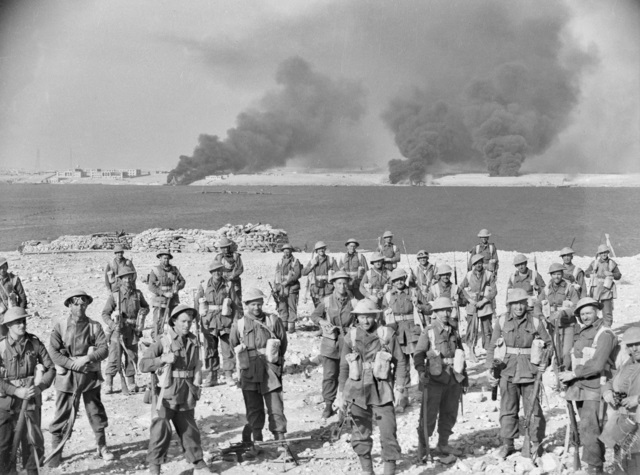
Soldats du 11e bataillon après la prise de Tobrouk.

La 6e division entra en action à Bardia le 3 janvier 1941. Bien que la forteresse ait été occupée par une grande quantité de soldats italiens, l'infanterie australienne pénétra rapidement dans les lignes de défense italiennes grâce au soutien des tanks et de l'artillerie britannique. La majorité des forces italiennes se rendirent le 5 janvier et les Australiens firent 40 000 prisonniers. La 6e division poursuivit sa route victorieuse en s'attaquant à la forteresse de Tobrouk, le 21 janvier. Tobrouk tomba le lendemain et 25 000 Italiens furent faits prisonniers À la suite de la chute de Tobrouk la 6e Division poussa vers l'ouest le long de la côte de la Cyrénaïque et prit Benghazi le 4 février. La 6e division fut retirée pour être déployée plus tard, en février, en Grèce et fut remplacée par la 9e division, inexpérimentée, qui fut chargée d'effectuer des opérations de garnison en Cyrénaïque.
Le 30 mars 1941, l'armée allemande lança une offensive sur la Cyrénaïque qui battit rapidement les forces alliées de la région, les obligeant à un retrait vers l'Égypte. La 9e division australienne couvrit ce retrait et, le 6 avril, fut chargée de défendre l'importante ville portuaire de Tobrouk pendant au moins deux mois. Renforcée par la 18e brigade de la 7e division et des régiments d'artillerie et de blindés britanniques, la 9e division défendit avec succès la ville pendant plus de six mois. Grâce à l'aide des fortifications, des sorties agressives et de la puissance de feu de l'artillerie de la garnison, les Australiens continrent avec succès et battirent plusieurs fois les blindés et l'infanterie allemands lors d'attaques sur la forteresse. La défense de Tobrouk fut aidée par la Flotte de la Méditerranée et les vieux destroyers australiens firent à plusieurs reprises des incursions dans le port. Le Parramatta et le Waterhen furent coulés au cours de ces opérations. À la demande du gouvernement australien, l'essentiel de la 9e division fut retiré de Tobrouk en septembre et octobre 1941 et remplacé par la 70e division britannique. Le 13e bataillon fut forcé de rester à Tobrouk jusqu'à ce que le siège soit levé en décembre et lors de son évacuation, le convoi fut cependant attaqué. La défense de Tobrouk mit hors de combat 3 009 Australiens dont 832 tués et 941 faits prisonniers.
L'escadre aérienne 239 de la Desert Air Force, équipée d'avions Curtiss P-40 (Tomahawk / Kittyhawk), fut formée essentiellement par les Australiens, avec deux escadrilles (les numéros.3 et 450) purement australiennes et de nombreux Australiens dans les autres escadrilles de l'armée de l'air britannique. Ces deux escadrilles différaient d'autres escadrilles de l'armée de l'air australienne de la Méditerranée par le fait qu'elles étaient composées principalement de personnel au sol et de pilotes australiens alors que les autres unités australiennes avaient des équipages au sol pour la plupart britanniques. Les Curtiss P-40 effectuèrent dans un premier temps un large éventail de rôles pour assurer la suprématie aérienne alliée, jusqu'à ce que des avions de combat plus avancés arrivent sur le théâtre des combats.

### Grèce, Crète et Syrie
Au début de l'année 1941, la 6e division et le 1er corps d'armée australien prirent part à la malheureuse expédition des forces alliées pour protéger la Grèce d'une invasion allemande. Le Perth fit partie de la force navale qui protégea les convois de troupes alliées se rendant en Grèce et participa à la bataille du cap Matapan le 29 mars 1941. Les troupes australiennes arrivèrent en Grèce au cours du mois de mars et occupèrent des positions défensives dans le nord du pays à côté des unités britanniques, néo-zélandaises et grecques. Ces unités mal équipées et trop nombreuses ne furent pas en mesure de stopper les Allemands quand ils envahirent le pays le 6 avril et furent forcées de battre en retraite. Les Australiens le firent en combattant et furent évacués du sud de la Grèce entre le 24 avril et le 1er mai. Des navires de guerre australiens firent partie des forces qui protégèrent l'évacuation et embarquèrent des centaines de soldats dans les ports grecs. La 6e division subit de lourdes pertes dans cette campagne, avec 320 hommes tués et 2 030 faits prisonniers.
Alors que la plupart des unités de la 6e division fut renvoyée en Égypte, la 19e brigade et deux bataillons d'infanterie provisoire furent débarqués en Crète où ils formèrent une partie importante de la défense de l'île. La 19e brigade réussit dans un premier temps à tenir ses positions lorsque des parachutistes allemands atterrirent le 20 mai, mais fut progressivement forcée de battre en retraite. Après avoir perdu plusieurs des principaux terrains d'aviation, les Alliés évacuèrent la garnison de l'île. Environ 3 000 Australiens, y compris l'ensemble du 7e bataillon d'infanterie, ne purent pas être évacués, et furent faits prisonniers. À la suite de ses lourdes pertes, avec plus de 5 000 hommes faits prisonniers, en Grèce et en Crète, la 6e division eut besoin d'importants renforts en hommes et en matériel avant de pouvoir de nouveau être prête au combat. Le Perth et les nouveaux destroyers Napier et Nizam ont également pris part à la bataille de Crète, le Perth ayant aussi participé à l'évacuation de la Grèce.
La défaite des forces alliées au cours de la campagne grecque contribua indirectement à la chute du gouvernement en Australie. Le Premier ministre Robert Menzies vit son autorité affaiblie par la longue période qu'il passa au Royaume-Uni au début de l'année 1941 et les pertes élevées australiennes dans la campagne grecque conduisirent de nombreux membres de son parti l'UAP à en conclure que Menzies n'avait pas été capable de diriger l'Australie en période de guerre. Menzies démissionna le 26 août après avoir perdu la confiance de son parti et fut remplacé par Arthur Fadden du Parti national d'Australie qui gouvernait en coalition avec l'UAP. Le gouvernement Fadden tomba le 3 octobre et fut remplacé par un gouvernement travailliste conduit par John Curtin.
La 7e division et la 17e brigade de la 6e division constituèrent un élément clé des forces terrestres au cours de l'invasion réussie, en juin et juillet 1941, par les forces alliées, du Liban et de la Syrie qui étaient sous contrôle du gouvernement français de Vichy. Les avions australiens rejoignirent également la Royal Air Force en lui fournissant un appui aérien rapproché. Les soldats australiens entrèrent au Liban en force le 8 juin et avancèrent le long de la route côtière et de la vallée du Litani. Alors que les Alliés avaient prévu peu de résistance, les forces de Vichy montèrent une solide défense en faisant bon usage du relief montagneux de la région. Après l'enlisement de l'attaque des forces alliées, des renforts furent amenés d'Australie et l'état-major du 1er corps australien prit le commandement de l'opération le 18 juin. Ces changements ont permis aux Alliés de submerger les forces françaises et la 7e division entra dans Beyrouth le 12 juillet. La perte de Beyrouth et la percée britannique en Syrie conduisirent le gouvernement de Vichy à rechercher un armistice et la campagne prit fin le 13 juillet.

### El Alamein
Après les campagnes de 1941, le 1er corps australien fut regroupé en Syrie et au Liban pour refaire ses forces et se préparer à d'autres opérations au Moyen-Orient. Mais, après le déclenchement de la guerre dans le Pacifique, la plupart des éléments du corps, y compris les 6e et 7e divisions, retournèrent en Australie au début de 1942 pour contrer la menace japonaise sur le pays. Le gouvernement australien accepta la demande du Royaume-Uni et des États-Unis de pouvoir conserver temporairement la 9e division au Moyen-Orient en échange du déploiement de nouvelles troupes américaines en Australie et d'une réponse favorable d'aide du Royaume-Uni à une proposition australienne pour élargir la RAAF à 73 escadrilles. Toutefois, le gouvernement n'envoya plus de renforts au Moyen-Orient pour la 9e division avec l'intention de ne plus jouer de rôle majeur dans la guerre active. Tous les navires australiens déployés en Méditerranée furent également rappelés dans le Pacifique mais la plupart des unités aériennes australiennes restèrent au Moyen-Orient.
Au début de 1942, les forces de l'Axe progressèrent à un rythme soutenu à travers le nord-ouest de l'Égypte. Il fut décidé que la huitième armée britannique devrait se déplacer un peu plus de 100 km à l'ouest d'Alexandrie, le long de la voie de chemin de fer d'El Alamein. Le 26 juin 1942, la 9e division reçut l'ordre de commencer son déplacement vers El Alamein. La plus grande partie des éléments de la division y arriva le 6 juillet et la division fut affectée à la partie la plus septentrionale de la ligne défensive des Alliés. La 9e division joua un rôle important dans la première bataille d'El Alamein qui mit fin à l'avancée de l'Axe, mais au prix de lourdes pertes, notamment l'ensemble du 28e bataillon d'infanterie qui fut forcé de se rendre le 27 juillet. À la suite de cette bataille, la division resta à l'extrémité nord de la ligne de défense d'El Alamein et lança des attaques de diversion pendant la bataille d'Alam el Halfa au début du mois de septembre.
En octobre 1942, la 9e division et les escadrilles australiennes présentes dans la région prirent part à la seconde bataille d'El Alamein. Après une longue période de préparation, la huitième armée lança sa grande offensive le 23 octobre. La 9e division participa à certains des combats les plus importants de la bataille, et son avance le long de la côte réussit à attirer suffisamment loin les forces allemandes pour que la 2e division de Nouvelle-Zélande fortement renforcée puisse aboutir à une rupture décisive des lignes allemandes dans la nuit du 1er au 2 novembre. La 9e division subit de lourdes pertes au cours de cette bataille et ne put pas prendre part à la poursuite des forces de l'Axe qui battaient en retraite. Au cours de la bataille, le gouvernement australien demanda que la division soit renvoyée en Australie car il n'était plus possible de fournir assez de renforts pour la reformer et il fut convenu avec les Britanniques et les Américains que le retrait aurait lieu à la fin novembre. La 9e division quitta l'Égypte pour l'Australie en janvier 1943, mettant fin à la participation de l'Australie à la guerre en Afrique du Nord. Les escadrilles no 3 et 450 restèrent cependant en Afrique du Nord et aidèrent la 8e armée dans son avance en Libye et lors de la campagne de Tunisie. Deux destroyers australiens (le Quiberon et le Quickmatch) ont également participé au débarquement allié en Afrique du Nord en novembre 1942.

### Campagne d'Italie
L'Australie a joué un petit rôle dans la campagne d'Italie. La marine australienne ne revint en Méditerranée qu'entre mai et 
novembre 1943 lorsque huit corvettes de la classe Bathurst furent déplacées de la flotte britannique de l'Est vers la flotte britannique de Méditerranée pour protéger la flotte alliée chargée de convoyer les troupes qui devaient débarquer en Sicile. Ces navires escortèrent également les convois alliés en Méditerranée occidentale et le Wollongong est le seul navire australien du type corvette à avoir patrouillé dans l'Atlantique pendant la guerre. L'escadre no 239 et quatre escadrons article XV australiens ont également pris part à la campagne de Sicile, partant de bases en Tunisie, Malte, Afrique du Nord et Sicile. L'escadre no. 239 fournit par la suite un appui aérien pour l'invasion de l'Italie par les forces alliées en septembre 1943 et s'installa par la suite sur le continent au milieu du mois. Les deux escadrons australiens de bombardier fournirent un appui aérien rapproché pour les armées alliées et attaquèrent les lignes d'approvisionnement allemandes jusqu'à la fin de la guerre. L'escadron no 454 fut également déployé en Italie à partir d'août 1944 et des centaines d'Australiens servirent dans les unités alliées au cours de la campagne d'Italie.
L'armée de l'air australienne a également pris part à d'autres opérations alliées en Méditerranée. Deux escadrons de l'armée de l'air australienne, le no 451 (Spitfire) et le no 458 (Wellingtons) appuyèrent l'invasion par les forces alliées du sud de la France en août 1944. Au cours de cette opération l'escadron no 451 fut basé dans le sud de la France de la fin août jusqu'en septembre et quand l'opération prit fin, les deux escadrons furent retransférés en Italie, avant que le no 451 soit transféré au Royaume-Uni en décembre. Le no 459 resta en Méditerranée orientale jusqu'au dernier mois de la guerre en Europe et attaqua des cibles allemandes en Grèce et dans la mer Égée. En outre, 150 Australiens servirent dans l'armée de l'air de pays des Balkans, principalement avec l'escadron no 148 de l'armée britannique. La mission spéciale de cet escadron était de parachuter des hommes et du matériel aux guérilleros en Yougoslavie et d'essayer de fournir du matériel à l'armée polonaise au cours de l'insurrection de Varsovie en 1944.

## Royaume-Uni et Ouest de l'Europe

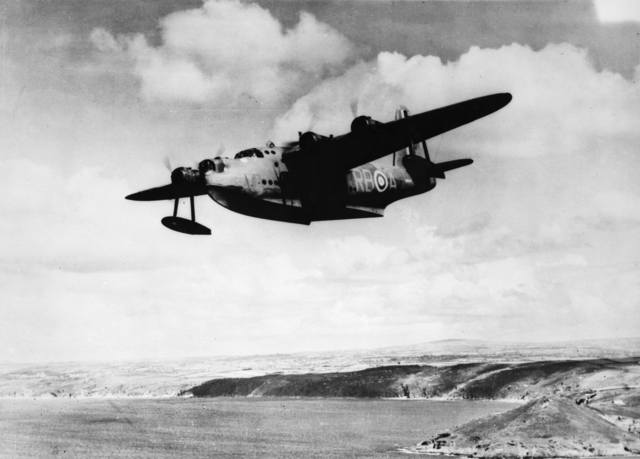
Un Sunderland de la 10e escadrille partant en patrouille sur l'Atlantique en 1941.

Alors que la majorité des militaires australiens avaient combattu sur le front occidental et notamment en France pendant la Première Guerre mondiale, relativement peu d'Australiens ont combattu en Europe pendant la Seconde Guerre mondiale. L'armée de l'air australienne et les milliers d'Australiens affectés à des unités britanniques, ont apporté une contribution importante aux bombardements stratégiques sur l'Allemagne et aux efforts de protection des navires des forces alliées naviguant dans l'Atlantique. Les contributions des autres armes furent plus limitées, avec deux brigades de l'Armée de terre brièvement basées au Royaume-Uni à la fin 1940 et plusieurs navires de guerre servant dans l'Atlantique.

### La défense du Royaume-Uni
Les Australiens ont participé à la défense du Royaume-Uni tout au long de la guerre. Environ 100 soldats australiens ont combattu avec la Royal Air Force pendant la bataille d'Angleterre en 1940, dont 25 pilotes de chasse. En outre, deux brigades de l'armée de l'air australienne ont été stationnées au Royaume-Uni de juin 1940 à janvier 1941 et faisaient partie de la réserve mobile britannique. Un groupe australien resta également en poste au Royaume-Uni entre 1940 et 1943. Plusieurs escadrilles de chasse australiennes ont également été formées au Royaume-Uni
L'armée de l'air et la marine australiennes ont pris part à la bataille de l'Atlantique. L'escadrille no 10, basée au Royaume-Uni au début de la guerre pour y prendre possession de ses avions Sunderland, y resta tout au long du conflit dans le cadre du Coastal Command de l'armée de l'air britannique. Elle y fut rejointe par l'escadrille no 461 en avril 1942, également équipé de Sunderland. Les deux escadrilles alliées escortèrent des convois et coulèrent un certain nombre de sous-marins allemands. L'escadrille no 455 fit aussi partie du Coastal Command à partir d'avril 1942 comme escadrille anti-navires équipée de bombardiers légers. C'est pour cela que l'escadrille fit un de ses rares déplacements à l'étranger en se rendant à Vaenga en Union soviétique en septembre 1942 pour protéger le convoi PQ 18. En plus de sa contribution dans l'armée de l'air, l'Australie participa à la guerre sur les mers avec plusieurs navires de guerre, croiseurs et destroyers, qui escortèrent les navires marchands dans l'Atlantique et aux Caraïbes et plusieurs centaines de marins qui ont servi à bord de la Marine Royale anglaise dans l'Atlantique tout au long de la guerre,.

### La guerre des airs en Europe
Le rôle joué par l'armée de l'air australienne dans l'offensive stratégique en Europe constitue la principale contribution de l'Australie à la défaite de l'Allemagne. Environ 13 000 aviateurs australiens ont servi dans des dizaines d'escadrilles britanniques et cinq escadrilles australiennes de la Royal Air Force Bomber Command entre 1940 et la fin de la guerre. Comme la plupart des Australiens ont servi dans les escadrilles britanniques et que les escadrilles australiennes étaient incorporées dans des unités de la RAF, il n'est cependant pas possible d'identifier la part relevant de l'effort australien dans cette campagne.
La grande majorité des équipages australiens de la Bomber Command ont été formés dans l'Empire Air Training Scheme. Ces hommes ont souvent été affectés à l'escadrille ayant le plus grand besoin de personnel plutôt qu'à des unités australiennes et furent généralement affectés à des escadrilles britanniques, où ils participaient à la formation d'équipages venant de l'ensemble du Commonwealth. Cinq escadrilles australiennes de bombardiers lourds (escadrilles no 460, 462, 463, 466 et 467) ont cependant pu être formées au sein du Bomber Command entre 1941 et 1945, cependant, et la proportion des Australiens dans ces unités a augmenté au fil du temps. L'escadrille no 464 qui était équipée de bombardiers légers, a été transférée du Bomber Command à la Second Tactical Air Force en juin 1943 et a continué à attaquer des cibles en Europe. Contrairement au Canada, qui a concentré ses escadrilles de bombardiers lourds dans le 6e Groupe de l'armée de l'air canadienne en 1943, des escadrilles de l'armée de l'air australiennes ont été incorporées dans des unités britanniques tout au long de la guerre, et le gouvernement australien a eu peu de contrôle sur la façon dont elles ont été utilisées.
Les Australiens ont pris part à toutes les grandes offensives du Bomber Command et subi de lourdes pertes au cours de raids sur des villes allemandes et des cibles françaises. Leur contribution aux grands raids était souvent importante et leurs escadrilles ont généralement fourni environ 10 pour cent des principaux avions type bombardier au cours de l'hiver 1943/44, y compris au cours de la bataille de Berlin. Dans l'ensemble, leurs escadrilles du Bomber Command ont largué 6 pour cent du poids total des bombes larguées par le Command pendant la guerre. Les équipages australiens du Bomber Command ont eu l'un des plus hauts taux d'accidents de n'importe quelle partie de l'armée australienne pendant la Seconde Guerre mondiale. Bien que seulement deux pour cent des Australiens qui se sont enrôlés dans l'armée aient servi dans le Bomber Command, ils ont représenté près de 20 pour cent de tous les décès australiens au combat ; 3 486 ont été tués et des centaines d'autres ont été faits prisonniers.
Des centaines d'Australiens ont également participé à la libération de l'Europe. Sept escadrilles de la RAAF, des centaines d'Australiens de l'armée de terre et environ 500 marins australiens ont fait partie de la grande force multinationale assemblée pour le débarquement en Normandie le 6 juin 1944. Du 11 juin à septembre 1944, l'escadrille no 453 équipée de Spitfire a souvent été basée sur les aérodromes les plus avancés en Normandie et dans le reste de la France. Cette escadrille ainsi que des escadrilles australiennes de bombardiers légers et lourds ont participé à la libération de la France. Les escadrilles de bombardiers légers et d'avions de chasse ont continué à aider les armées alliées jusqu'à la fin de la guerre en Europe en attaquant des cibles stratégiques et en escortant les formations de bombardiers. Les escadrilles no 451 et 453 ont fait partie de l'armée d'occupation britannique en Allemagne à partir de septembre 1945 et il était prévu qu'il y aurait à long terme une présence australienne au sein de cette force, mais trop peu de personnes de l'armée de l'air australien furent volontaires pour rester en Europe et les deux escadrilles furent dissoutes en janvier 1946.

## La guerre dans le Pacifique

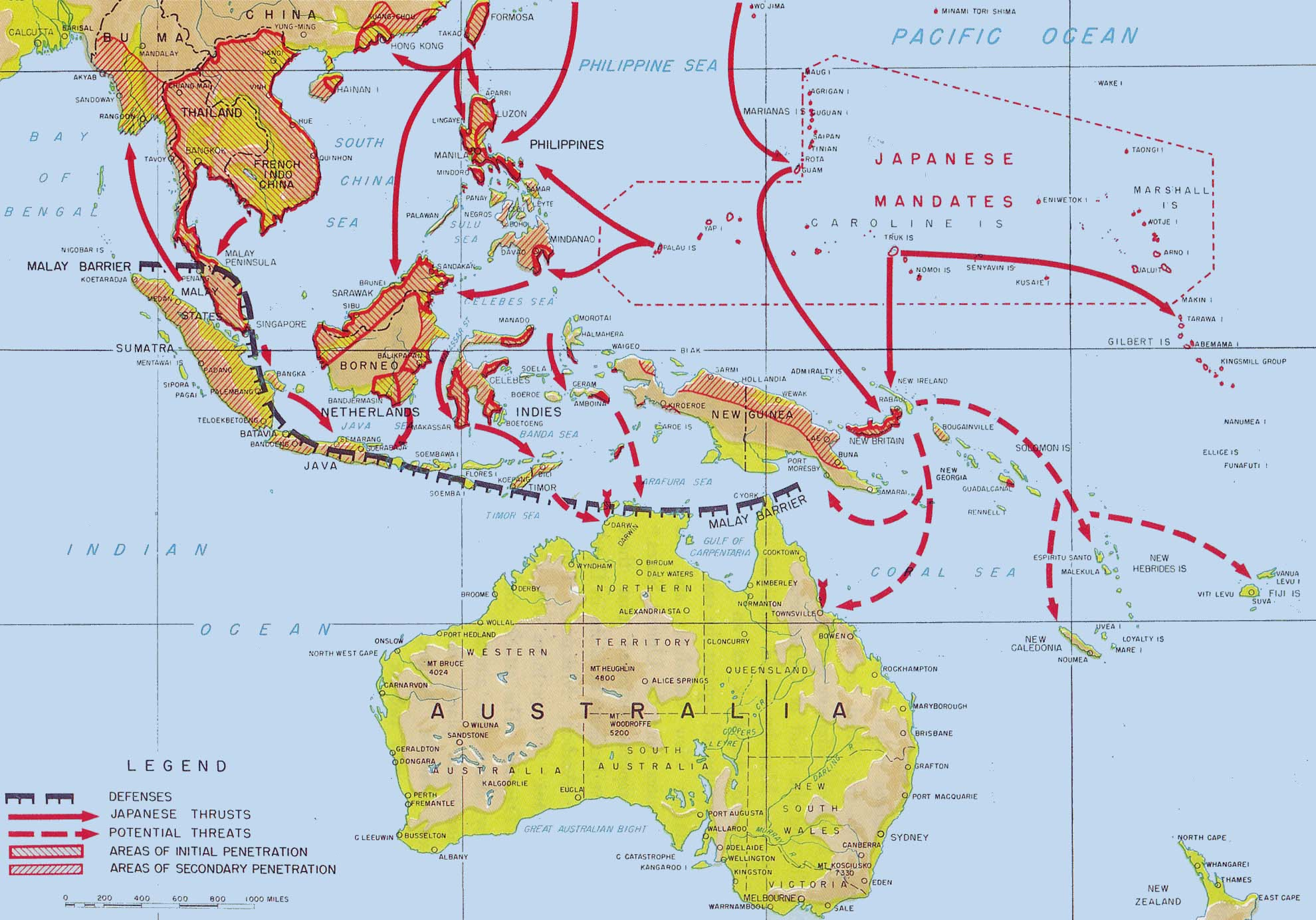
Avancée des Japonais au nord de l'Australie en 1941 - 1942 faisant craindre des opérations offensives contre l'Australie

Par suite de l'accent mis sur la coopération avec le Royaume-Uni, relativement peu d'unités militaires australiennes étaient restées en Australie et dans la région Asie-Pacifique. Des mesures furent prises pour améliorer la défense de l'Australie lorsque la guerre avec le Japon menaça le pays en 1941, mais elles se révélèrent insuffisantes. En décembre 1941, l'armée australienne dans le Pacifique comprenait la 8e division, dont la plupart des éléments étaient affectés en Malaisie, et huit divisions partiellement formées et équipées basées en Australie, dont la 1re division blindée. L'armée de l'air disposait de 373 avions, dont la plupart étaient des avions d'entrainement obsolètes et la RAN avait pour sa part trois croiseurs et deux destroyers dans les eaux australiennes.
En 1942, les militaires australiens reçurent le renfort d'unités rappelées du Moyen-Orient et de nouveaux engagés dans la CMF et la RAAF. Des militaires américains arrivèrent également en Australie en grand nombre, avant d'être déployés en Nouvelle-Guinée. Les Alliés passèrent à l'offensive à la fin de 1942, avec un rythme s'accélérant en 1943. À partir de 1944, les militaires australiens furent principalement relégués à des rôles secondaires, mais continuèrent à mener des opérations de grande envergure jusqu'à la fin de la guerre.

### Malaisie et Singapour
Au début de la guerre dans le Pacifique, les forces australiennes en Malaisie comprenaient la 8e division (moins la 23e brigade qui avait des détachements déployés à Darwin (le quartier général), aux Indes orientales néerlandaises et à Rabaul), quatre escadrilles de la RAAF et huit navires de guerre. L'armée de l"air fut la première armée à être entrée en service dans la guerre du Pacifique quand des avions d'observation australiens surveillant un convoi japonais en route pour envahir la Malaisie se firent tirer dessus le 6 décembre 1941. Les unités australiennes participèrent aux tentatives échouées des armées du Commonwealth d'empêcher les débarquements japonais, avec les avions australiens bombardant les plages de débarquement et la désastreuse tentative du destroyer Vampire accompagné des croiseurs Prince of Wales et Repulse d'attaquer la flotte japonaise lors de l'invasion.
La 8e division fut chargée de la défense de Johore dans le sud de la Malaisie et ne connut pas d'action de guerre jusqu'à la mi-janvier 1942, lorsque la tête d'armée japonaise atteignit la province. Le premier engagement de la division eut lieu à la bataille de Muar, dans lequel les Australiens aidés d'unités indiennes et britanniques infligèrent de lourdes pertes aux Japonais avant d'être chassés de leurs positions. Ce fut la dernière grande bataille en Malaisie, et toutes les forces du Commonwealth se retirèrent dans l'île de Singapour avant le 31 janvier.
À la suite du retrait à Singapour, la 8e division fut déployée pour défendre la côte nord-ouest de l'île. La division avait subi de lourdes pertes au cours des combats sur le continent, et la plupart de ses unités étaient à la moitié de leur capacité. Le commandant de la forteresse de Singapour, le lieutenant général Percival, estima que les Japonais débarqueraient sur la côte nord-est de l'île et déploya près de la totalité de la 18e division britannique pour défendre ce secteur. Le débarquement japonais, le 8 février, eut lieu dans le secteur australien et la 8e division fut forcée de battre en retraite après seulement deux jours de combats. La division fut également incapable de repousser le débarquement japonais à Kranji et se retira au cœur de l'île.
Les Japonais s'emparèrent des réservoirs d'eau et des grandes centrales d'approvisionnement de Singapour dans les premiers jours de la bataille, ce qui rendit impossible la résistance prolongée de forces du Commonwealth. Après de nouveaux combats dans lesquels les forces du Commonwealth furent encerclées dans un périmètre étroit autour de la ville de Singapour, le lieutenant général Percival se rendit avec ses forces le 15 février 1942. À la suite de cette reddition 14 972 Australiens furent faits prisonniers, bien que certains aient pu s'échapper à bord de navires. Ces échappés comprenaient le commandant de la 8e division, le général de division Gordon Bennett, pour lequel deux enquêtes après-guerre montrèrent qu'il avait quitté son commandement sans autorisation.

### Indes orientales néerlandaises et Rabaul
En période de préguerre, le rôle de l'Australie fut de se préparer à défendre l'Asie du Sud-Est d'une agression japonaise en se basant sur la défense de la Malaisie et de Singapour tout en ayant de petites forces déployées dans plusieurs petites îles au nord de l'Australie. Le rôle de ces forces était de défendre les aérodromes stratégiques qui auraient pu être utilisés par les Japonais pour lancer des attaques sur le continent australien. Au moment de la guerre, ces forces se sont cependant révélées trop faibles pour résister à l'armée japonaise et ont été rapidement défaites au cours des premiers mois de la guerre du Pacifique.
Au début de la guerre du Pacifique, le port stratégique de la ville de Rabaul en Nouvelle-Bretagne était défendu par la "Lark Force" australienne, composée du 22e bataillon d'infanterie, de la 23e brigade d'infanterie renforcée par de l'artillerie côtière et d'une escadrille de bombardiers, mal équipée. Alors que la force militaire était considérée comme insuffisante par les militaires australiens, il n'a pas été possible de la renforcer avant que les Japonais de la Force des mers du Sud n'atterrissent à Rabaul, le 23 janvier 1942. Les soldats australiens, moins nombreux, furent rapidement battus et la plupart des survivants se sont rendus dans les semaines qui ont suivi la bataille. Peu de membres de la Force Lark ont survécu à la guerre ; au moins 130 ont été assassinés par les Japonais, le 4 février et 1 057 soldats australiens et civils faits prisonniers à Rabaul ont été tués lorsque le navire qui les transportait au Japon a été coulé par un sous-marin américain le 1er juillet 1942.
Des troupes australiennes ont également été expédiées de Darwin aux Indes orientales néerlandaises dans les premières semaines de la guerre du Pacifique. Des bataillons supplémentaires ont été envoyés à Kupang au Timor occidental et sur l'île d'Ambon pour défendre ces endroits stratégiques en cas d'attaque japonaise. La 2e compagnie fut envoyée à Dili au Timor portugais. La force (composée essentiellement du 21e bataillon, de la 8e division d'artillerie et de troupes de soutien) envoyée à Ambon, a été défaite à la bataille d'Ambon qui se déroula entre le 30 janvier et le 3 février 1942. Après que le 40e bataillon d'infanterie a été défait à Kupang, des commandos australiens ont mené une campagne de guérilla contre les Japonais au Timor portugais jusqu'en février 1943.
Dans la préparation de l'invasion de Java, une force de 242 avions japonais attaquèrent Darwin le 19 février 1942. Cette attaque avait pour but d'empêcher que Darwin ne puisse être utilisée comme base pour contrer la conquête des Indes orientales néerlandaises. L'attaque fut couronnée de succès, et entraîna la mort de 251 civils et militaires, dont la plupart étaient des marins alliés non-australiens, et infligea de graves dommages à la base aérienne de Darwin et aux installations portuaires de la ville. À la suite de cette attaque, Darwin ne fut plus disponible pour les Alliés comme base navale d'appui pour les opérations dans les Indes Orientales.
Des éléments de l'armée australienne ont participé à la défense échouée de Java lorsque les Japonais ont envahi l'île en mars 1942. Le Perth faisait partie de la force navale américano-australo-britannico-néerlandaise (l'ABDACOM en anglais) qui fut défaite à la bataille de la mer de Java le 27 février lors d'une tentative d'interception de convois de l'armée japonaise. Le Perth fut coulé le 1er mars au cours de la bataille du détroit de la Sonde après que, avec le croiseur américain Houston, ils eurent rencontré une autre flotte d'invasion japonaise alors qu'ils essayaient de se réfugier vers Cilacap sur la côte sud de Java. Le sloop Yarra fut également coulé au large de la côte sud de Java quand il fut attaqué par trois croiseurs japonais escortant un convoi le 4 mars. Une force australienne de 3 000 hommes composée d'éléments de la 7e division faisait partie des forces terrestres de l'ABDACOM sur Java. Cette force faisait partie des forces de réserve de l'ABDACOM et combattit un peu avant de se rendre à l'ennemi à Bandung le 12 mars alors que les forces néerlandaises sur l'île avaient commencé de capituler. 160 membres de l'équipage de l'escadrille australienne no 1 furent également capturés sur Java.

### La défense de l'Australie
Après la chute de Singapour, le gouvernement australien et de nombreux Australiens se mirent à craindre que le Japon n'envahisse le continent australien. L'Australie était mal préparée à faire face à une telle attaque car l'aviation manquait d'avions modernes, la marine était trop faible et déséquilibrée pour contrer la Marine impériale japonaise et l'Armée de terre, plus fournie, possédait de nombreuses unités inexpérimentées ne pouvant pas être facilement déplacées dans le pays. En réponse à cette menace, la plus grande partie de l'armée australienne fut ramenée du Moyen-Orient et le gouvernement fit appel aux États-Unis pour obtenir de l'aide. Le Premier ministre britannique, Winston Churchill, tenta de détourner les 6e et 7e divisions vers la Birmanie alors qu'elles étaient en route vers l'Australie, mais Curtin refusa d'autoriser ce mouvement et passa outre aux demandes de Churchill dans un échange de télégrammes très vifs. À titre de compromis, deux brigades de la 6e division débarquèrent à Ceylan et firent partie de la garnison de l'île jusqu'à leur retour en Australie en août 1942.
La perception de la menace d'invasion conduisit à une expansion majeure de l'armée australienne. À la mi-1942, l'armée de terre avait un effectif de onze divisions d'infanterie, trois divisions de blindés et des centaines d'unités de soutien. Alors que l'aviation fut également considérablement développée, la marine connut seulement une croissance modeste. Des milliers d'Australiens qui n'avaient pas été reconnus aptes pour servir dans l'armée répondirent à la menace d'attaque en rejoignant des organismes auxiliaires tels que le corps de défense des volontaires et le corps des observateurs de l'air volontaires organisés respectivement sur les modèles de la British Home Guard (garde territoriale britannique) et le Royal Observer Corps (Corps royal d'observation). La population australienne et les bases industrielles n'étant pas suffisantes pour maintenir cette force une fois la menace d'attaque supprimée, ces groupes virent leurs effectifs progressivement réduits de 1943 jusqu'à la fin de la guerre.
Malgré les craintes de l'Australie, les Japonais n'ont jamais eu l'intention d'envahir l'Australie continentale. Alors que la possibilité de l'invasion avait été examinée par le Quartier général impérial japonais en février 1942, l'opération avait été jugée dépassant les capacités de l'armée japonaise et aucune préparation ne fut jamais entreprise. Au lieu de cela, en mars 1942, les militaires japonais adoptèrent une stratégie d'isolement de l'Australie des États-Unis par la capture de Port Moresby en Nouvelle-Guinée, des îles Salomon, Fidji, Samoa et de la Nouvelle-Calédonie. Ce plan a échoué par suite de la défaite japonaise dans la bataille de la mer de Corail et a été reporté sine die après la bataille de Midway. Bien que ces combats aient mis fin à la menace de débarquement sur l'Australie, le gouvernement australien continua d'envisager un risque d'invasion toujours possible jusqu'au milieu de 1943.

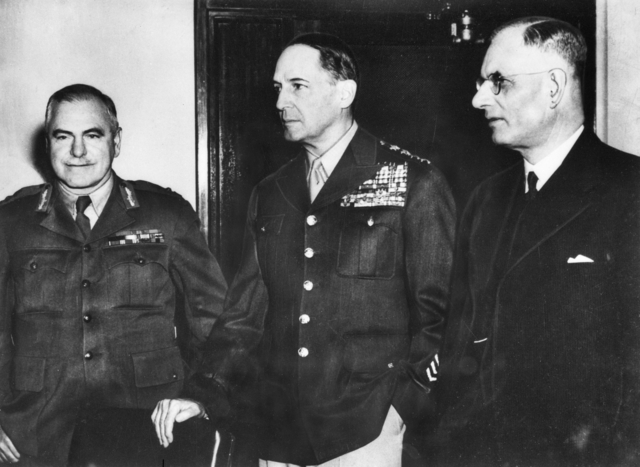
Les généraux Blamey et MacArthur (au centre) en compagnie du premier ministre australien Curtin.

L'effondrement de l'armée britannique dans le Pacifique, conduisit l'Australie à réorienter sa politique étrangère et militaire vers les États-Unis. En février 1942, les gouvernements américain et britannique convinrent que l'Australie passerait sous responsabilité stratégique des États-Unis. En mars, le général Douglas MacArthur arriva en Australie en provenance des Philippines et prit le commandement de la zone du Pacifique Sud-Ouest (South West Pacific Area (SWPA)). Tous les militaires australiens des unités de combat furent placés sous le commandement du général MacArthur qui remplaça les chefs d'état-major australiens auprès du gouvernement australien en devenant le principal conseiller militaire jusqu'à la fin de la guerre. Bien que le général australien Thomas Blamey ait été théoriquement le commandant des forces terrestres alliées, il exerça peu de contrôle sur les forces des États-Unis et rares furent les Australiens qui servirent dans l'état-major du général MacArthur.
Un grand nombre de militaires américains furent basés en Australie au cours des premières années de la guerre du Pacifique. La première des unités américaines arriva en Australie au début de l'année 1942 et près d'un million de militaires américains passèrent par l'Australie au cours de la guerre. Beaucoup de bases militaires américaines furent construites dans le nord de l'Australie au cours des années 1942 et 1943 et l'Australie est restée une source importante d'approvisionnement des forces américaines dans le Pacifique jusqu'à la fin de la guerre. Les relations entre les Australiens et les Américains ont été généralement bonnes bien qu'il y eut quelques conflits entre soldats des deux pays et que le gouvernement australien n'accepta qu'à contrecœur la présence sur son sol de troupes afro-américaines.

### La campagne de Papouasie

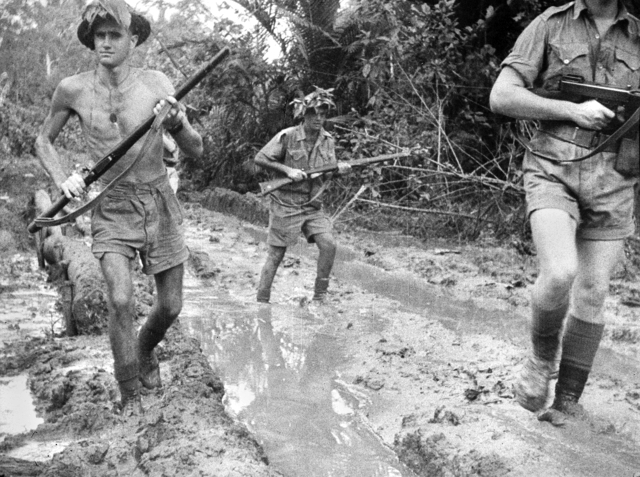
Soldats australiens à Milne Bay

Les forces japonaises mirent le pied pour la première fois sur la partie continentale de la Nouvelle-Guinée le 8 mars quand elles débarquèrent sans opposition à Salamaua et à Lae. Des guérilleros australiens des volontaires armés de Nouvelle-Guinée établirent des postes d'observation autour de la tête de pont japonaise et la 5e compagnie indépendante australienne mena avec succès un raid sur Salamaua le 29 juin.
Après la bataille de la mer de Corail, les Japonais avaient tenté de prendre Port Moresby en débarquant leurs forces des mers du Sud à Buna, sur la côte nord de la Papouasie et en les faisant progresser vers l'intérieur du pays en suivant la Kokoda Track pour franchir la très imposante chaine de montagne Owen Stanley. Cette avancée commença le 22 juillet et se heurta à une brigade australienne, mal préparée, connue sous le nom de Force de Maroubra. Cette force réussit à retarder l'avance japonaise mais ne fut pas en mesure d'y mettre fin. Deux bataillons australiens de la 7e division vinrent renforcer les survivants de la force de Maroubra le 26 août mais les Japonais purent continuer à avancer et atteignirent le village d'Ioribaiwa près de Port Moresby le 16 septembre. L'armée japonaise fut cependant forcée de se retirer le long de la piste le même jour car des problèmes d'approvisionnement rendaient toute avance impossible et une contre-attaque alliée sur Buna était à craindre. Les forces australiennes poursuivirent les Japonais le long de la piste Kokoda et les forcèrent à se retirer sur la côte nord de la Papouasie au début novembre. Les forces aériennes américaines et australiennes jouèrent un rôle important tout au long de la campagne de la piste Kokoda en attaquant les lignes d'approvisionnement des Japonais et en parachutant du matériel aux unités de l'armée australienne
Les Australiens ont également fait échouer une tentative de capture stratégique de la région de la baie de Milne en août 1942. Au cours de la bataille de la baie de Milne, deux brigades de soldats australiens, désignées sous le nom de Force de Milne, appuyée par deux escadrilles de chasse australienne et de soldats du génie de l'armée américaine repoussa une petite force d'invasion japonaise composée de forces spéciales de débarquement japonaises. C'était la première défaite notable japonaise et cela remonta le moral des forces alliées du Pacifique.

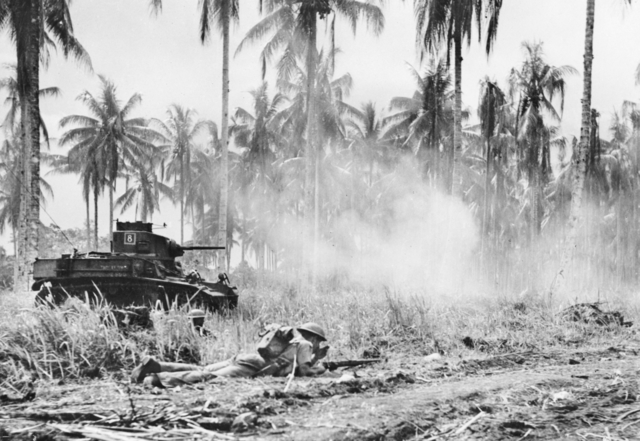
Des chars légers et l'infanterie australienne en action à Buna.

Les forces américaines et australiennes ont attaqué les forces japonaises restant en Papouasie à la fin novembre 1942 mais ne purent pas les faire capituler jusqu'en janvier 1943. Les forces alliées composées de la 7e division australienne, à bout de forces, et de la 32e division d'infanterie américaine, inexpérimentée et mal formée, tombèrent à court d'artillerie et de munitions. Le manque d'armes et l'insistance des généraux Blamey et MacArthur pour une avance rapide des Alliés au cours de la bataille firent que les combats furent souvent réduits à des attaques d'infanterie sur les fortifications japonaises. Ceci entraîna de lourdes pertes humaines et la région ne fut pas sécurisée avant le 22 janvier 1943.
Après ces défaites en Papouasie et à Guadalcanal, les Japonais se retirèrent dans un périmètre défensif sur le territoire de Nouvelle-Guinée. Afin de protéger leurs importantes bases de Lae et de Salamaua, ils tentèrent de prendre Wau en janvier 1943. La ville put recevoir des renforts par voie aérienne et les Japonais furent battus dans les faubourgs de Wau après de violents combats. Les forces japonaises commencèrent à se retirer vers la côte le 4 février. Après leur défaite, les Japonais tentèrent de renforcer Lae, en prévision d'une offensive alliée sur la région. Cela se termina en catastrophe pour eux quand un de leurs convois de troupes fut détruit par les aviations américaine et australienne pendant la bataille de la mer de Bismarck.
La campagne de Papouasie conduisit à une importante réforme de la composition de l'armée australienne. Alors que les forces armées australiennes pouvaient être déployées n'importe où dans le monde, les lois australiennes limitaient le territoire d'action de la Citizen Military Force (la CMF), qui avait plus d'effectifs que l'armée à la fin de 1942, à l'Australie et aux territoires administrés par l'Australie en Nouvelle-Guinée. Cette restriction entravait la planification militaire et causait des tensions entre armée et CMF. À la fin de 1942 et au début de 1943, Curtin surmonta l'opposition rencontrée au sein du Parti travailliste pour modifier les limites géographiques dans lesquelles les conscrits pourraient servir à la plus grande partie de la SWPA. Cette réforme entra en vigueur en janvier 1943 lorsque le Défense (Citizen Military Forces) Act 1943 fut adopté par le Parlement. La 11e brigade fut la seule formation de la CMF à servir en dehors du territoire australien quand elle dut assurer la garnison de Merauke aux Indes orientales néerlandaises en 1943 et 1944.

### Les attaques contre les navires civils australiens

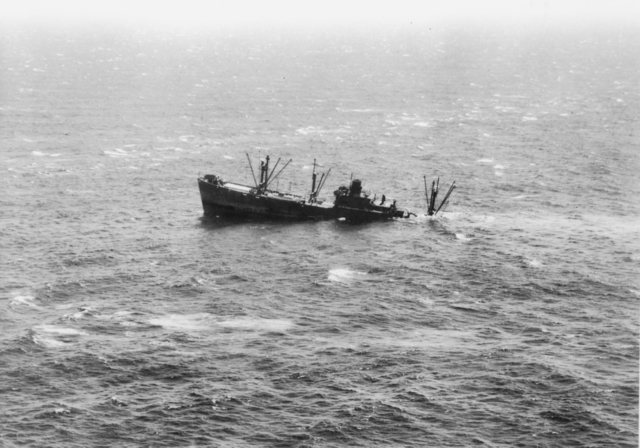
Le Starr King, navire civil américain, faisant naufrage au nord de Port Macquarie en février 1943 après avoir été attaqué par le sous-marin japonais I-21.

Les efforts japonais pour garantir la sécurité de la Nouvelle-Guinée comprirent une longue offensive des sous-marins japonais contre les navires marchands des forces alliées qui assuraient la liaison entre les États-Unis et l'Australie et l'Australie et la Nouvelle-Guinée. Ce n'était pas les premières attaques des forces navales de l'Axe sur l'Australie ; au cours des années 1940 et 1941, cinq croiseurs auxiliaires allemands circulèrent par moments dans les eaux australiennes. Les attaques allemandes ne réussirent pas à perturber la marine marchande australienne, même si le Sydney fut coulé et tout son équipage de 641 hommes tué en novembre 1941 dans une bataille avec le croiseur auxiliaire allemand Kormoran, au large des côtes de l'Australie-Occidentale
Après la défaite de sa flotte de surface, la marine japonaise utilisa des sous-marins pour perturber les filières d'approvisionnement des forces alliées en s'attaquant aux navires au large de la côte est de l'Australie. Cette campagne commença avec l'échec du raid d'un minuscule sous-marin sur le port de Sydney dans la nuit du 31 mai. Après cette attaque, les sous-marins japonais opérèrent le long de la côte est jusqu'en août 1942, coulant huit navires de commerce. L'offensive reprit en janvier 1943 et continua jusqu'en juin période au cours de laquelle 15 autres navires furent coulés au large de la côte est. Les navires coulés en 1943 inclurent le navire-hôpital Centaur, qui a été coulé au large du Queensland le 14 mai faisant 268 victimes Un seul sous-marin allemand, l'U-862, navigua dans l'océan Pacifique pendant la guerre, patrouillant au large des côtes australienne et néo-zélandaise entre décembre 1944 et janvier 1945. Il coula deux navires dans les eaux australiennes avant de retourner à Batavia. Bien que ces pertes aient causé quelques perturbations sur la navigation côtière australienne et forcé les Alliés à consacrer des ressources considérables à la protection de leurs navires dans les eaux australiennes, elles n'ont pas eu de graves répercussions sur l'économie australienne ou l'effort de guerre des Alliés.

### Les offensives en Nouvelle-Guinée

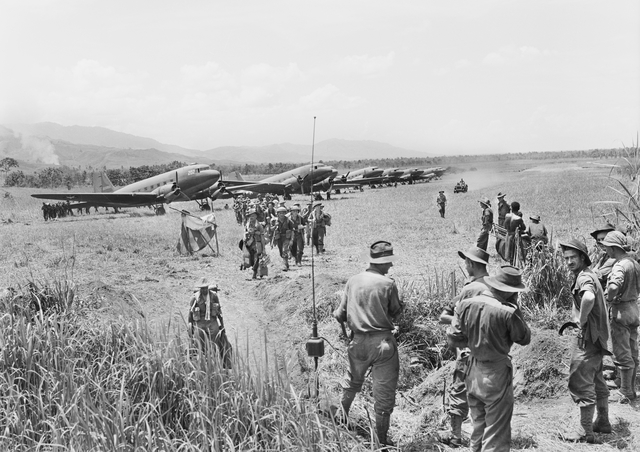
Les troupes du 16e bataillon débarquant d'un Dakota à Kaiapit.

Après avoir arrêté l'avance japonaise, les forces alliées partirent à l'offensive à la mi-1943. Les forces australiennes jouèrent un rôle clé tout au long de cette offensive, désignée sous le nom d'opération Cartwheel. Le général Blamey, en particulier, supervisa avec succès une série d'opérations au nord-est de l'extrémité de la Nouvelle-Guinée qui furent "le point culminant de l'expérience australienne de commandement au niveau opérationnel" au cours de la guerre.
Après le succès de la défense de Wau, la 3e division commença à progresser vers Salamaua en avril 1943. Cette avance fut organisée pour détourner l'attention de Lae qui était l'un des principaux objectifs de l'opération Cartwheel. Fin juin, la 3e division fut renforcée par le 162e régiment de combat qui effectua un débarquement amphibie au sud de Salamaua. La ville fut prise le 11 septembre 1943.
Au début du mois de septembre 1943, les forces armées alliées conduites par les Australiens organisèrent un mouvement de pince pour s'emparer de Lae. Le 4 septembre la 9e division mena un débarquement amphibie à l'est de la ville et commença à progresser vers l'ouest. Le lendemain, le 503e régiment de parachutistes américain sauta en parachute sur Nadzab, de l'autre côté de Lae. Une fois l'aéroport de Nadzab sécurisé, la 7e division put débarquer et commencer son avancée vers l'est dans une course avec la 9e pour s'emparer de Lae. Cette course fut remportée par la 7e division, qui prit la ville le 15 septembre. Les forces japonaises subirent de lourdes pertes à Salamaua et Lae au cours de ces combats mais elles purent s'échapper vers le nord.
Après la chute de Lae, la 9e division se vit confier la tâche de s'emparer de la péninsule de Huon. La 20e brigade débarque près du port stratégique de Finschhafen le 22 septembre 1943, et obtint rapidement le contrôle du port et de la zone littorale située à proximité. Les Japonais ripostèrent en envoyant leur 20e division terrestre dans la région mais le reste de la 9e division australienne fut progressivement amenée pour renforcer la 20e brigade contre une très probable contre-attaque. Les Japonais menèrent de violents assauts à partir de la mi-octobre, assauts qui furent repoussés par la 9e division au cours de violents combats. Pendant la seconde moitié du mois de novembre, la 9e division s'empara des collines de l'intérieur de la région de Finschhafen dans lesquelles les forces japonaises s'étaient puissamment abritées. Après sa défaite, la 20e division japonaise se retira le long de la côte avec les 9e division et 4e brigade lancées à sa poursuite. Les Alliés apportèrent un élément majeur pour leur service de renseignement vers la fin de cette campagne lorsque des soldats du génie australien trouvèrent les livres contenant l'ensemble du procédé de chiffrement de l'armée japonaise, livres qui avaient été enterrés sur place lors du retrait japonais. Ces documents ont permis aux Alliés de connaitre les projets japonais et au général MacArthur d'accélérer l'avance alliée en contournant les défenses japonaises. 

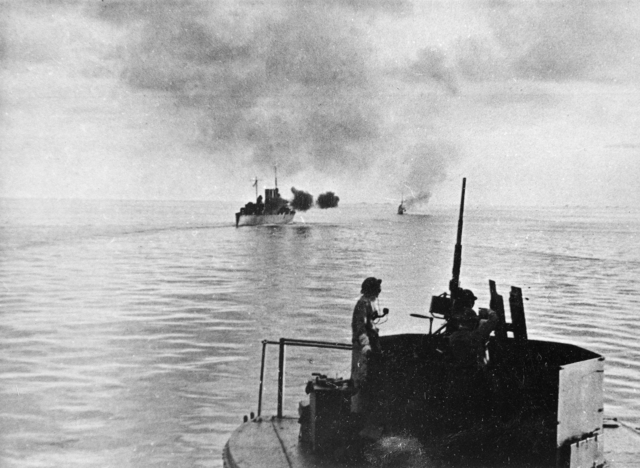
L’Australia et l’Arunta bombardant le cap Gloucester.

Quand la 9e division eut sécurisé la région côtière de la péninsule de Huon, la 7e division attaqua les Japonais basés dans la chaîne Finisterre (Finisterre Range) à l'intérieur de la péninsule. La campagne des monts Finisterre commença le 17 septembre lorsque la 6e compagnie indépendante fut amenée par air dans la vallée du Markham. La compagnie battit une force japonaise plus grande qu'elle lors de la bataille de Kaiapit et sécurisa une zone pour permettre aux avions amenant la 21e division et la 25e brigade d'atterrir. Par le biais d'attaques agressives, les patrouilles australiennes forcèrent les Japonais à se retirer de leurs postes dans des terrains très accidentés et en janvier 1944, la division commença son attaque sur les principales positions de la crête Shaggy. La crête fut prise à la fin du mois de janvier, avec l'aide de l'armée de l'air australienne. Après ce succès, les Japonais se retirèrent de la chaîne Finisterre et les troupes australiennes s'allièrent aux forces américaines sur leur tête de pont à Saidor le 21 avril et sécurisèrent Madang le 24 avril.
En plus de leur soutien à l'Armée de terre lors des opérations en Nouvelle-Guinée, la marine et l'aviation australiennes prirent part à des opérations offensives dans les îles Salomon. Cette participation avait commencé en août 1942, lorsque deux croiseurs lourds australiens, l'Australia et le Canberra, soutinrent le débarquement de la Marine américaine à Guadalcanal. Dans la nuit suivant le débarquement, le Canberra fut coulé pendant la bataille de l'île de Savo et la marine australienne ne joua plus aucun rôle dans la bataille de Guadalcanal. L'aviation soutint plusieurs débarquements de la marine américaine en 1943 et 1944 et une unité de radar australienne participa à la prise d'Arawe. Les croiseurs australiens Australia et Shropshire et les destroyers Arunta et Warramunga fournirent une force d'appui pour la 1re division de marine américaine au cours de la bataille du cap Gloucester et pour la 1re division de cavalerie américaine au cours de la campagne des îles de l'Amirauté à la fin de 1943 et au début de 1944. Le débarquement de troupes au cap Gloucester fut la première opération amphibie du transport amphibie australien Westralia.

### La campagne aérienne de la zone Nord-Ouest

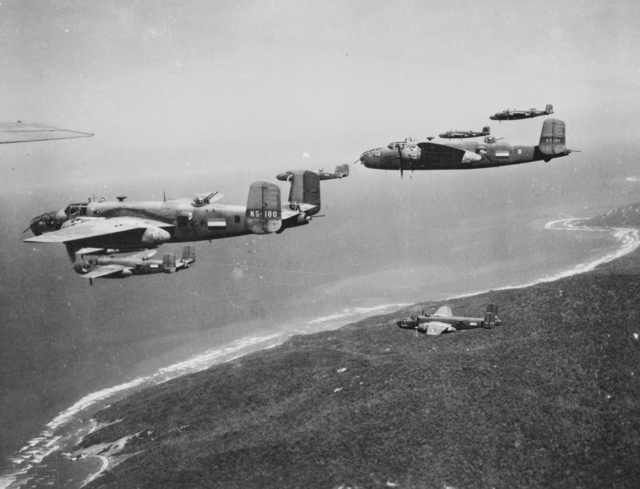
Bombardiers B-25 Mitchell de la des Indes orientales néerlandaises près de Darwin en 1943. Ce fut l'une des trois escadrilles australo-néerlandaises formées pendant la guerre.

L'attaque sur Darwin en février 1942 a marqué le début d'une longue campagne aérienne sur le nord de l'Australie et les Indes orientales néerlandaises occupées par les Japonais. À la suite de la première attaque sur Darwin, les Alliés déployèrent rapidement des escadrilles de chasse pour protéger la ville d'une invasion possible. Un grand nombre de terrains d'aviation ont également été construits au sud de Darwin pour accueillir avions de combat et bombardiers.
Lorsque le cours de la guerre bascula en faveur des Alliés, ceux-ci organisèrent des raids aériens de plus en plus importants sur les Indes orientales néerlandaises à partir de bases situées dans la région de Darwin. Pour contrer ces attaques, les Japonais montèrent des dizaines de raids aériens sur Darwin et les terrains d'aviation situés à proximité au cours de 1942 et 1943, dont quelques-uns causèrent des dommages importants. Ces raids furent de mieux en mieux contrés par l'Australie et les combattants britanniques de la région : les Japonais subirent des pertes de plus en plus lourdes lorsque les systèmes de défense de Darwin furent améliorés. Les Japonais ont également mené un certain nombre de petits raids sur les villes et les aéroports du nord du Queensland et d'Australie-Occidentale au cours de 1942 et 1943.
Alors que les raids japonais sur le nord de l'Australie ont cessé à la fin de 1943, l'offensive aérienne des Alliés a continué jusqu'à la fin de la guerre. À la fin de 1942, les avions alliés ont mené des attaques sur le Timor pour soutenir la guérilla australienne qui se battait là-bas. À partir du début de 1943, des escadrilles de bombardiers lourds américains allèrent bombarder des objectifs japonais dans l'est des Indes orientales néerlandaises à partir de bases situées près de Darwin. Ces unités ont été remplacées par des escadrilles australiennes équipées de B-24 Liberators à la fin de 1944. Les Alliés ont intensifié leurs offensives aériennes contre les Indes orientales néerlandaises à partir de juin 1943 en vue de détourner les forces japonaises de Nouvelle-Guinée et des îles Salomon. À partir de 1944, plusieurs escadrilles australiennes équipées d'hydravions PBY Catalinas ont également été basées à Darwin et ont mené de très efficaces poses de mines à travers l'Asie du Sud-Est.

### Avancée aux Philippines
Le rôle de l'armée australienne dans la guerre du Pacifique sud-ouest diminua au cours de 1944. Dans la deuxième moitié de 1943, le gouvernement australien décida, avec l'accord du général MacArthur, que la taille de l'armée australienne serait réduite pour libérer de la main-d'œuvre pour l'industrie de guerre dont avaient un besoin important le Royaume-Uni et les États-Unis pour approvisionner les forces américaines dans le Pacifique. Par suite de cette politique, toutes les divisions de l'armée australiennes sauf deux furent retirées sur le plateau d'Atherton pour formation et réadaptation et la taille de l'aviation et de la marine australiennes fut réduite. Dorénavant, le rôle principal de l'Australie dans l'effort de guerre des Alliés fut l'approvisionnement des autres pays alliés en nourriture, matériaux et produits manufacturés nécessaires à la défaite du Japon. 

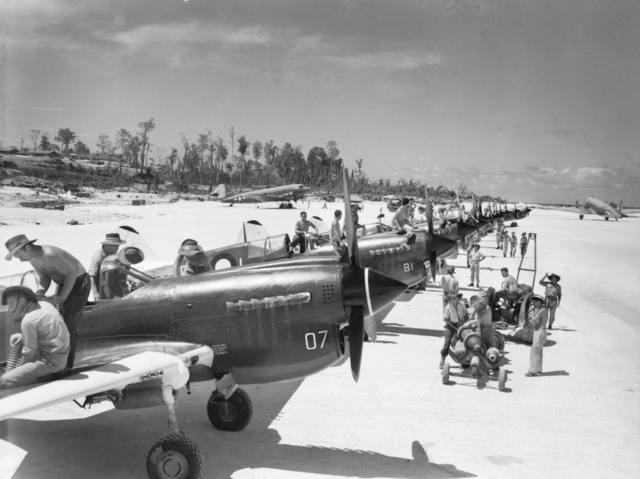
L'escadrille no 80 à Noemfoor en novembre 1944

Après la libération de la plus grande partie de la Nouvelle-Guinée australienne, l'armée de l'air et la marine australienne participèrent à la campagne américaine pour libérer la Nouvelle-Guinée occidentale pour y sécuriser les bases aériennes qui devraient être utilisées pour organiser la libération des Philippines. Des navires de guerre australiens et des escadrilles de chasseurs, de bombardiers et des spécialistes de la construction d'aérodromes du groupe opérationnel australien no 10 de l'armée de l'air australienne participèrent à la prise d'Hollandia, Biak, Noemfoor et Morotai. Après que l'ouest de la Nouvelle-Guinée fut sécurisé, le groupe opérationnel no 10 fut rebaptisé Force tactique aérienne no 1 (First Tactic Air Force (1TAF)) et utilisé pour protéger le flanc de l'avance alliée en attaquant les positions japonaises dans les Indes orientales néerlandaises et pour exécuter d'autres tâches de garnison. Les pertes encourues pour l'exécution de ces rôles relativement peu importants a conduit à une baisse du moral des troupes et a contribué à la mutinerie de Morotai en avril 1945
Des éléments de la marine et de l'aviation australienne ont également pris part à la libération des Philippines. Quatre navires de guerre australiens et les transports de troupes Kanimbla, Manoora et Westralia - accompagnés par un certain nombre de petits navires de guerre et de navires de soutien - ont pris part au débarquement américain à Leyte, le 20 octobre 1944. Des sources australiennes indiquent que l'Australia fut le premier navire allié frappé par un avion kamikaze quand il fut attaqué au cours de cette opération le 21 octobre, mais cette information a été contestée par l'historien américain Samuel Eliot Morison. Des navires australiens ont également participé à la bataille du golfe de Leyte avec le Shropshire et l'Arunta affrontant des navires japonais au cours de la bataille du détroit de Surigao le 25 octobre. La marine australienne a pris part à l'invasion du golfe de Lingayen en janvier 1945. Au cours de cette opération, l'Australia a été frappée par une nouvelle vague de cinq avions kamikaze qui ont tué 44 membres d'équipage et forcé le navire à se retirer pour des réparations importantes. Les navires australiens ont également escorté des convois d'approvisionnement américains à destination des Philippines. L'escadrille australienne no 3 de construction d'aérodromes et l'escadrille no 1 de transmission sans fil se sont également posées aux Philippines et ont aidé les États-Unis dans leurs opérations alors que la force tactique aérienne no 1 faisait un certain nombre de raids sur des cibles dans le sud des Philippines. Bien que le gouvernement australien ait offert d'utiliser le 1er corps australien pour la libération des îles de Leyte et de Luçon aux Philippines, il n'y eut aucune réponse malgré plusieurs propositions à ce sujet L'armée de terre connut une longue période de relative inactivité au cours de l'année 1944 qui posa problème à l'opinion publique en Australie.

### Nettoyage en Nouvelle-Guinée et dans les Îles Salomon

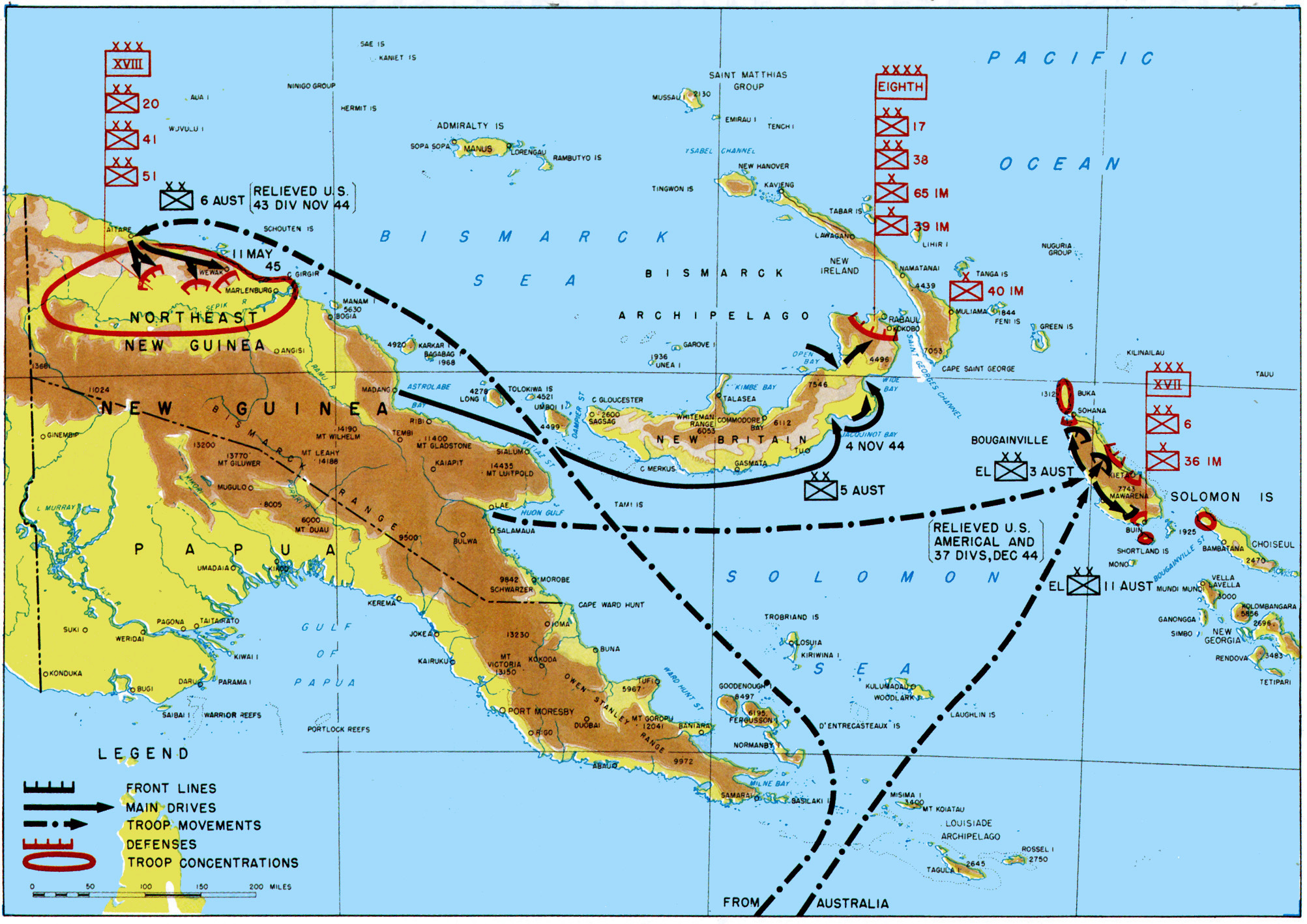
Forces armées australiennes et japonaises en Nouvelle-Guinée et aux îles Salomon à la fin de 1944.

À la fin de 1944, le gouvernement australien avait engagé 12 brigades de l'Armée de terre australienne pour remplacer six divisions de l'armée américaine. Elles ont effectué des missions de défense sur l'île Bougainville, en Nouvelle-Bretagne et les régions d'Aitape-Wewak en Nouvelle-Guinée. Alors que les Américains avaient mené surtout une défense statique de leurs positions, leurs remplaçants australiens montèrent des opérations offensives visant à détruire le reste des forces japonaises dans ces régions. La valeur de ces campagnes a été sujet à controverse à l'époque et encore de nos jours. Le gouvernement australien a autorisé ces opérations principalement pour des raisons politiques. Il a été estimé que le maintien de l'implication de l'armée australienne dans la guerre permettrait à l'Australie d'avoir une plus grande influence dans toutes les conférences de la paix de l'après-guerre et que la libération des territoires australiens des Japonais par l'Australie renforcerait son influence dans sa région. Les critiques de ces campagnes font valoir qu'elles étaient inutiles et ont été un gaspillage de la vie de soldats australiens car les forces japonaises étaient déjà isolées et inefficaces.

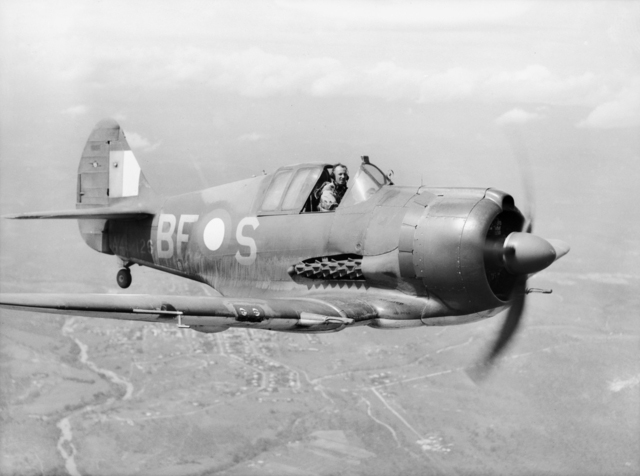
Un CAC Boomerang australien en vol.

La 5e division se vit confiée la Nouvelle-Bretagne, pour y assurer la protection des bases alliées et contenir l'armée japonaise dans la zone autour de Rabaul. La division remplaça la 40e division d'infanterie américaine en octobre et novembre 1944. Fin novembre, la 5e division installa des bases à proximité de l'armée japonaise et commença à mener des assauts contre elle pour réduire la taille de l'enclave. Ces assauts ont été soutenus par le Bureau de renseignements alliés. La 5e division a réalisé des débarquements amphibies à Open Bay et Wide Bay à la base de la péninsule de Gazelle au début de l'année 1945 et battit les petites garnisons japonaises basées dans ces régions. En avril, les Japonais étaient confinés dans leurs positions fortifiées sur la péninsule de Gazelle par suite des attaques de l'armée australienne. La 5e division eut 53 morts et 140 blessés au cours de cette campagne. Après la guerre, il fut constaté que les Japonais avaient encore 93 000 hommes sur l'île, un nombre beaucoup plus élevé que les 38 000 estimés par les renseignements alliés.

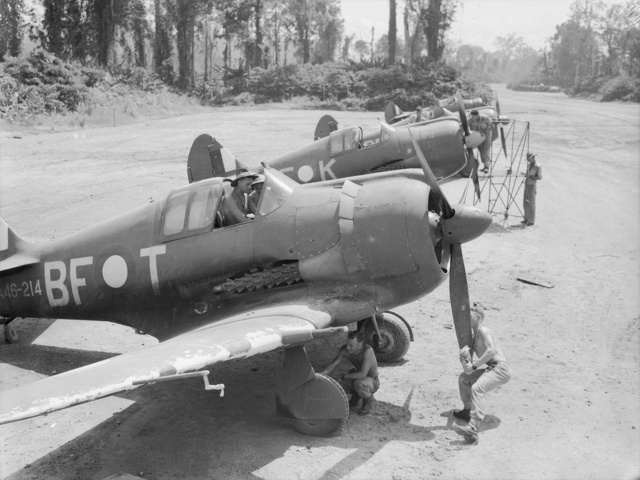
L'avion australien CAC Boomerang à Bougainville, au début de 1945.

Le IIe Corps fut déployé sur l'île de Bougainville entre octobre et décembre 1944 et y remplaça le XIVe corps d'armée américain. La 3e division et la 11e brigade étaient aussi sur Bougainville alors que le régiment d'infanterie des Fidji et la 23e brigade assuraient la garnison des îles voisines. Le IIe Corps fut appuyé par des unités aériennes australiennes, néo-zélandaises et américaines basées sur l'île.
Alors que le XIVe Corps avait maintenu une posture défensive autour des aérodromes alliés au cap Torokina, les Australiens menèrent des opérations offensives visant à détruire les forces japonaises sur Bougainville. Comme les forces japonaises étaient divisées en plusieurs enclaves, les Australiens ont mené des campagnes géographiquement séparées dans le nord, le centre et le sud de l'île. L'effort principal a porté contre les Japonais basés à Buin, dans le sud de l'île et les opérations offensives dans le nord et le centre de l'île ont été en grande partie suspendues en mai 1945. Alors que les Australiens ont mené des opérations offensives sur Bougainville jusqu'à la fin de la guerre, de grandes forces japonaises sont restées à Buin et dans le nord de l'île.

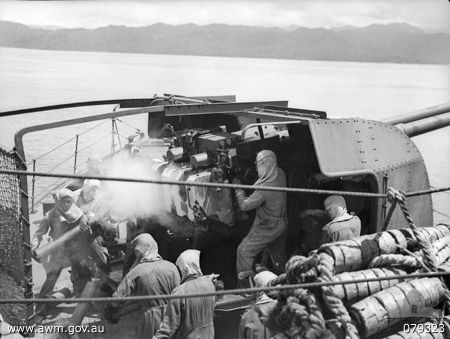
Le Swan ouvre le feu sur des positions japonaises entre Aitape et Wewak.

La 6e division a été chargée d'achever la destruction de la 18e armée japonaise, qui était la dernière grande force japonaise restant dans la portion australienne de la Nouvelle-Guinée. La division fut renforcée par des milices et des unités blindées qui ont commencé d'arriver à Aitape en octobre 1944. La 6e division a également été appuyée par plusieurs escadrilles de l'armée de l'air et des navires de guerre australiens.
Après avoir pris la relève des forces américaines à Aitape, la 6e division lança une double offensive à l'est vers Wewak. La 17e brigade avança par les monts Torricelli à l'intérieur du pays tandis que le reste de la division se déplaçait le long de la côte. Bien que la 18e Armée de terre japonaise ait subi de lourdes pertes antérieurement par suite des combats et de la maladie, elle montra une forte résistance et infligea d'importantes pertes à l'armée australienne. L'avance de la 6e division fut également entravée par les difficultés à se réapprovisionner et par le mauvais temps. Les Australiens sécurisèrent la zone côtière au début du mois de mai, prenant Wewak le 10 mai après qu'une petite force australienne a atterri à l'est de la ville. À la fin de la guerre, la dix-huitième Armée de terre avait dû se replier dans ce qui a été appelé ses "derniers retranchements" et qui étaient encore la cible d'attaques de la 6e division. Le coût des campagnes d'Aitape-Wewak fut de 442 soldats australiens tués alors qu'environ 9 000 Japonais sont morts au cours de la campagne et que 269 autres ont été faits prisonniers.

### Campagne de Bornéo

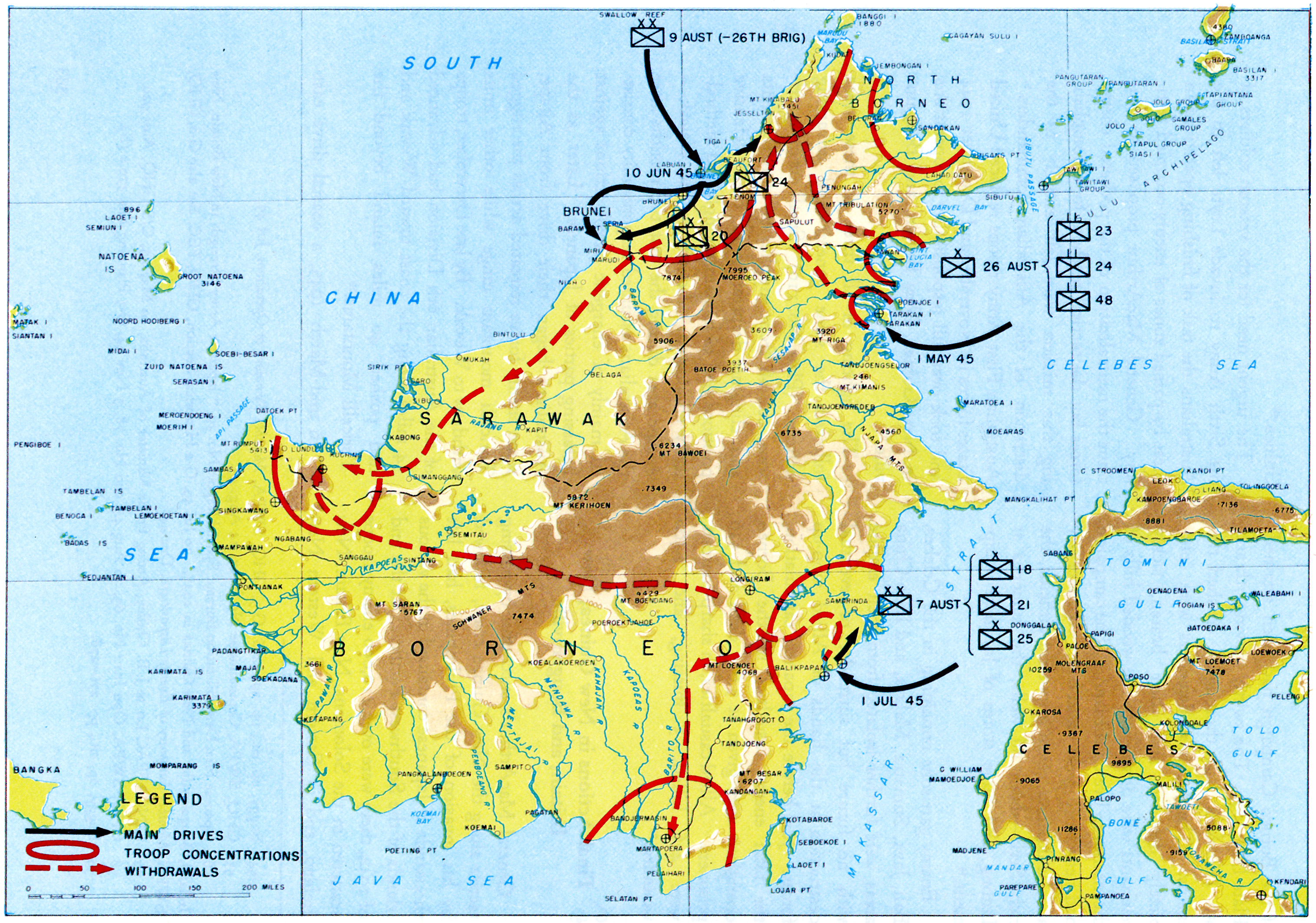
Une carte montrant l'évolution de la campagne de Bornéo.

La campagne de Bornéo en 1945 a été la dernière grande campagne alliée dans le sud-ouest du Pacifique. Dans une série d'attaques amphibies menées entre le 1er mai et le 21 juillet, par le Ier corps d'armée australien, sous les ordres du général Leslie Morshead, les forces d'occupation japonaises de l'île ont été vaincues. Les forces navales et aériennes alliées, centrées autour de la septième flotte américaine commandée par l'amiral Thomas Kinkaid, la Force tactique aérienne no 1 australienne et la 13e force aérienne américaine ont également joué un rôle important dans la campagne. Les objectifs de cette campagne ont été de prendre les champs pétrolifères de Bornéo et la baie de Brunei pour faciliter l'invasion du Japon par les Américains et la libération de la Malaisie par le Royaume-Uni qui étaient prévues pour avoir lieu plus tard en 1945. Le gouvernement australien n'accepta pas la proposition de MacArthur d'étendre l'offensive pour la libération de Java en juillet 1945 et sa décision de ne pas autoriser la 6e division australienne à participer à cette opération contribua à ne pas aller plus avant.
La campagne commença le 1er mai 1945, jour où la 26e brigade sauta sur la petite île de Tarakan au large de la côte est de Bornéo. L'objectif de cette opération était de protéger la piste d'atterrissage de l'île comme base pour soutenir les débarquements à Brunei et Balikpapan. Alors qu'il avait été prévu qu'il faudrait quelques semaines seulement pour libérer Tarakan et rouvrir la piste d'atterrissage, les combats sur l'île ont duré jusqu'au 19 juin et la piste d'atterrissage n'a pas été ouverte avant le 28 juin. En conséquence, l'opération, au résultat trop tardif, est généralement considérée comme n'ayant pas été utile.

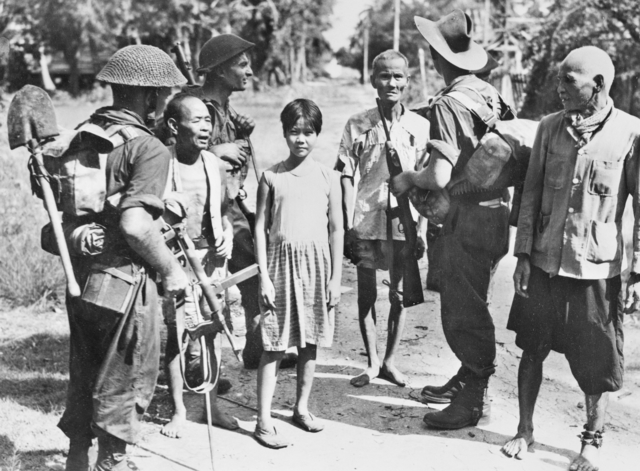
Soldats australiens et civils locaux sur l'île de Labuan. Le soldat sur la gauche est armé d'une mitraillette australienne Owen

En effet, la deuxième phase de la campagne de Bornéo avait commencé le 10 juin lors d'attaques de la 9e division menées simultanément sur la côte nord-ouest de l'île de Labuan et de la côte de Brunei. Bien que la prise de Brunéi fut rapidement assurée, la garnison japonaise sur Labuan tint plus d'une semaine. Après que la région de la baie de Brunéi a été sécurisée, la 24e brigade débarqua dans le nord de Bornéo et la 20e brigade avança le long de la côte ouest de Bornéo au sud de Brunei. Les deux brigades avancèrent rapidement rencontrant une faible résistance japonaise et la plus grande partie du nord-ouest de Bornéo fut libéré à la fin de la guerre. Au cours de la campagne, la 9e division a été aidée par des combattants qui menaient une guerre de guérilla contre les forces japonaises, avec l'appui des forces spéciales australiennes.
La troisième et dernière étape de la campagne de Bornéo fut la prise de Balikpapan au centre de la côte orientale de l'île. Cette opération ne reçut pas l'aval du général Blamey, qui estimait qu'elle était inutile, mais fut tout de même menée sur les ordres de MacArthur. Après vingt jours de bombardements préliminaires, la 7e division mit pied à terre près de la ville le 1er juillet. Balikpapan et ses environs furent libérés après quelques violents combats le 21 juillet, mais, la sécurisation de la région continua jusqu'à la fin de la guerre. La prise de Balikpapan a été la dernière des opérations terrestres menées à grande échelle par les Alliés occidentaux au cours de la Seconde Guerre mondiale.
Bien que la campagne de Bornéo ait été critiquée en Australie à l'époque et dans les années suivantes, comme inutile ou étant un «gâchis» de vie des soldats, elle a permis d'atteindre un certain nombre d'objectifs, tels que l'isolement de plus en plus important des forces japonaises qui occupaient la plus grande partie des Indes orientales néerlandaises, la prise de grands champs pétroliers et la libération des prisonniers de guerre alliés qui étaient détenus dans des conditions déplorables.
Le gouvernement australien a de nouveau changé au cours de la campagne de Bornéo. Le Premier ministre John Curtin fut victime d'une crise cardiaque en novembre 1944 et le vice-premier ministre Frank Forde agit à sa place jusqu'au 22 janvier 1945. Curtin a été hospitalisé à nouveau en avril 1945 et le ministre des Finances Ben Chifley est devenu Premier ministre alors que Forde assistait à la Conférence de San Francisco. Curtin est décédé le 5 juillet 1945 et Forde a été assermenté comme premier ministre mais il n'a pas eu l'appui de son parti et fut remplacé par Chifley après un vote interne du parti le 13 juillet.

### Services de renseignement et forces spéciales

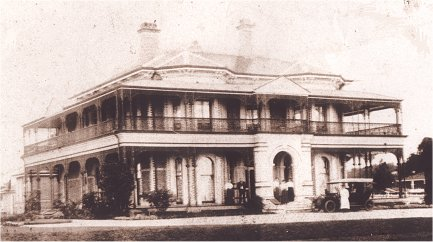
Quartier général du Bureau central de renseignements à Ascot à Brisbane.

L'Australie a développé d'importants services de renseignement pendant la Seconde Guerre mondiale. Avant le déclenchement de la guerre, les militaires australiens ne possédaient presque pas de service de collecte de renseignements et étaient tributaires des informations transmises par les services de renseignement britanniques. Plusieurs petits services de renseignements radios ont été créés en 1939 et 1940 et ont connu un certain succès en interceptant et déchiffrant des transmissions japonaises avant le déclenchement de la guerre du Pacifique.
MacArthur a commencé à organiser à grande échelle des services de renseignement peu après son arrivée en Australie. Le 15 avril 1942, le Bureau central commun de renseignement Australie-États-Unis a été créé à Melbourne. Le bureau central a vu son siège transféré à Brisbane en juillet 1942 et à Manille en mai 1945. Les Australiens ont fourni la moitié des effectifs du Bureau central, qui employait plus de 4 000 personnes en 1945. Les armées de terre et de l'air australiennes ont également fourni la plus grande partie des moyens d'interception radio dans le Pacifique sud-ouest et le nombre d'unités australiennes d'interception a été considérablement augmenté entre 1942 et 1945. Le Bureau central a déchiffré un certain nombre de codes japonais et les renseignements tirés de ces messages décryptés ont grandement aidé les forces alliées dans la guerre du sud-ouest du Pacifique.

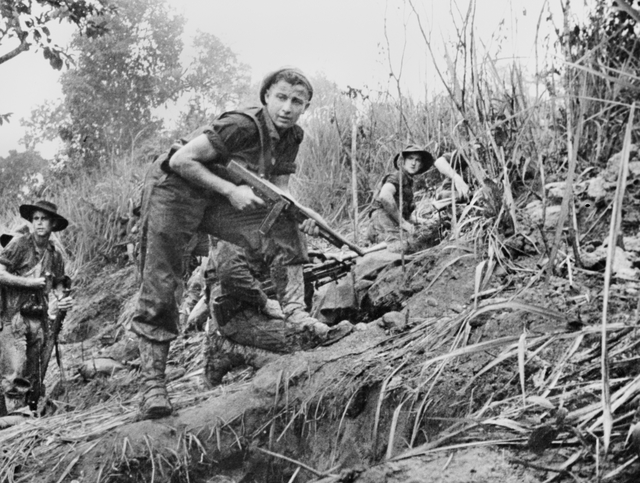
3e compagnie de Commandos en Nouvelle-Guinée en juillet 1943.

Les forces spéciales australiennes ont joué un rôle important dans la guerre du Pacifique. Après le déclenchement de la guerre, des commandos ont été déployés au Timor, aux îles Salomon, aux îles Bismarck et en Nouvelle-Calédonie. Bien que la 1re compagnie de commandos ait été rapidement défaite lorsque les Japonais ont attaqué les îles Salomon au début de l'année 1942, les 2e et 4e compagnies ont mené une campagne de guérilla avec succès au Timor qui a duré de février 1942 à février 1943 lorsque l'armée australienne fut retirée de l'île. Les commandos ont également joué un rôle important dans les campagnes de Nouvelle-Guinée, Nouvelle-Bretagne, de Bougainville et de Bornéo où ils ont été utilisés pour recueillir des renseignements, pour servir de fer de lance lors d'offensives et sécuriser les flancs des troupes d'infanterie conventionnelle lors des opérations.
L'Australie a également formé de petits groupes armées pour des raids et des missions de reconnaissance, dont la plupart étaient regroupés dans le Bureau de renseignement des Alliés (Allied Intelligence Bureau ou AIB). Le Groupe spécial Z a effectué des raids loin derrière la ligne de front, notamment en réussissant un raid sur Singapour en septembre 1943. Le Groupe spécial M, les garde-côtes australiens et de petites unités du bureau de renseignements des Alliés ont également été utilisées derrière les lignes japonaises pour recueillir des renseignements. Les unités du bureau de renseignement des Alliés ont souvent été utilisées pour aider des unités conventionnelles de l'armée australienne et ont été affectées à des tâches inappropriées de reconnaissance et de liaison et dans les missions au Timor, et, en Nouvelle-Guinée néerlandaise, leurs actions ont été entravées car elles étaient placées sous le commandement d'administrateurs coloniaux néerlandais impopulaires. La marine et l'aviation australiennes ont également formé de petites unités d'élite, la patrouille aérienne no 200 (No. 200 Flight RAAF) chargée de fournir des moyens de transport aérien pour le bureau de renseignements et les Commandos de marine pour la coordination des débarquements amphibies.

### Opérations contre le Japon

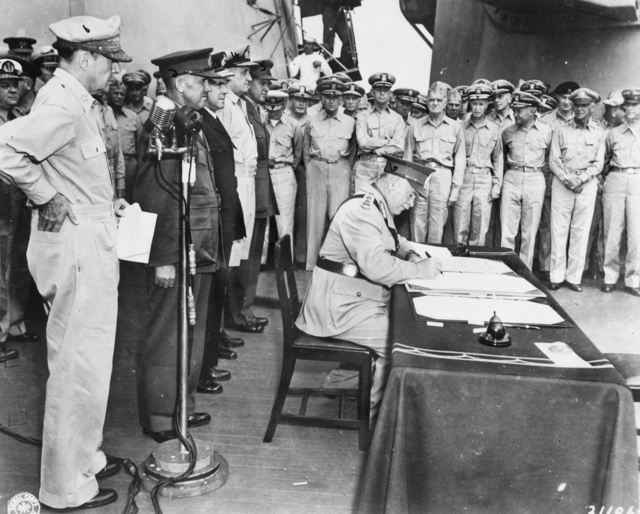
Le général Thomas Blamey signant l'accord de capitulation du Japon au nom de l'Australie.

L'Australie a joué un rôle mineur dans la campagne du Japon au cours des derniers mois de la guerre et était en train de planifier sa participation à l'invasion du Japon lorsque la guerre a fini. Plusieurs navires de guerre australiens participèrent avec la flotte britannique du Pacifique (BPF) à la bataille d'Okinawa et les destroyers australiens escortèrent plus tard des porte-avions et cuirassés britanniques au cours d'attaques sur des cibles dans les îles japonaises. En dépit de sa distance avec le Japon, l'Australie a été la base principale de la flotte britannique et un grand nombre d'installations ont été construites pour aider cette flotte.
La participation de l'Australie au projet d'invasion du Japon aurait impliqué des éléments des trois armées australiennes pour participer aux combats de forces du Commonwealth. Il était prévu de former une 10e division australienne avec du personnel provenant d'autres unités pour faire partie du Commonwealth Corps (en) avec des unités britanniques, canadiennes et néo-zélandaises. Ce corps d'armée aurait eu une organisation identique à celle d'un corps d'armée US et aurait participé à l'invasion de l'île japonaise de Honshu prévue pour mars 1946. La 1re force aérienne tactique australienne aurait fourni un appui aérien à cette opération et des navires australiens auraient été incorporés aux flottes britannique et américaine du Pacifique. En outre, deux escadrilles australiennes de bombardiers lourds et un escadrille de transport devaient être transférées du Royaume-Uni vers Okinawa pour se joindre au bombardement stratégique du Japon dans le cadre de la Tiger Force mais la planification des opérations contre le Japon a cessé en août 1945 lorsque le Japon s'est rendu par suite des bombardements atomiques sur Hiroshima et Nagasaki.
Le général Blamey signa les actes de capitulation du Japon au nom de l'Australie au cours de la cérémonie qui s'est déroulée à bord de l'USS Missouri le 2 septembre 1945. Plusieurs navires de guerre étaient présents dans la baie de Tokyo au cours de la cérémonie. À la suite de la cérémonie principale à bord du Missouri, les commandants japonais sur le terrain ont capitulé devant les forces alliées dans le Pacifique. Les forces australiennes ont accepté la capitulation de leurs adversaires japonais lors de cérémonies menées à Morotai et en plusieurs endroits de Bornéo, Timor, Wewak, Rabaul, Bougainville et Nauru.

## Les Australiens sur d'autres théâtres de guerre

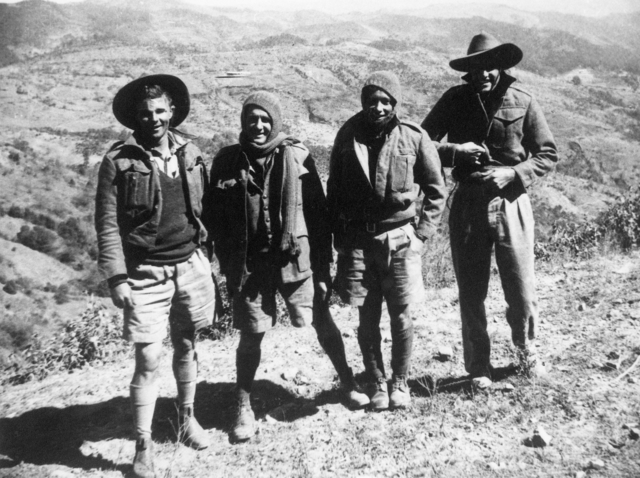
Quatre membres du contingent australien de la Mission 204 dans la province du Yunnan, en Chine, au cours de 1942.

Outre les grands déploiements précédents, de petites unités militaires australiennes et des simples individus ont servi sur d'autres théâtres de guerre, le plus souvent comme une petite partie d'une force dépendant du Commonwealth britannique. Environ 14 000 Australiens ont également servi dans la marine marchande en faisant partie d'équipages de navires dans de nombreuses régions du monde.
L'Australie a joué un rôle mineur dans les campagnes conduites par le Royaume-Uni contre les possessions coloniales françaises du gouvernement de Vichy en Afrique. Fin septembre 1940, le croiseur Australia prit part à la tentative infructueuse du Royaume-Uni et de la France libre de s'emparer de Dakar et où le navire coula un destroyer français de Vichy. Le gouvernement australien n'avait pas été informé de la participation du croiseur à cette opération avant la bataille et il se plaignit au gouvernement britannique. Trois destroyers australiens ont également pris part à l'invasion de Madagascar en septembre 1942. L'Adelaide a joué un rôle important en veillant à ce que la Nouvelle-Calédonie passe sous contrôle des forces françaises libres en septembre 1940 en escortant un gouverneur français gaulliste à Nouméa et en restant au large de la ville au cours des manifestations populaires qui ont abouti à remplacer le gouverneur vichissois.
Des navires de guerre australiens ont servi dans la mer Rouge et le golfe Persique pendant la plus grande partie de la guerre. De juin à octobre 1940, le Hobart a pris part à la campagne d'Afrique de l'Est et a joué un rôle important dans l'évacuation réussie de Berbera. En mai 1941, le Yarra participa à la guerre anglo-irakienne en Irak en soutenant le débarquement de troupes Gurkhas près de Bassorah. En août 1941 le Yarra et le Kanimbla ont pris part à l'invasion anglo-soviétique de l'Iran, où le Yarra coula le sloop iranien Babr près de Khorramshahr et le Kanimbla débarqua des troupes à Bandar Shapur. Une douzaine de corvettes de classe Bathurst ont également escorté des navires marchands alliés dans le golfe Persique au cours de 1942.
Alors que la plupart des unités australiennes dans le Pacifique se sont battues dans la zone du Pacifique sud-ouest, des centaines d'Australiens ont été affectés dans des unités britanniques en Birmanie et en Inde. Il s'est agi notamment de 45 hommes de la 8e division qui se sont portés volontaires pour former les guérilleros chinois avec la mission britannique 204 au sud de la Chine et y ont servi de février à septembre 1942. De nombreux Australiens ont aussi servi dans des unités britanniques en Inde et en Birmanie, mais il n'y a pas eu d'unités australiennes formées sur ce théâtre. En mai 1943, quelque 330 Australiens servaient dans quarante-et-un escadrons en Inde, dont seulement neuf avaient plus de dix Australiens. En outre, beaucoup de corvettes et destroyers australiens ont également servi avec la flotte de l'Est britannique, où les navires étaient utilisés pour protéger les convois dans l'océan Indien contre les attaques des Japonais et des sous-marins allemands.

## Prisonniers de guerre

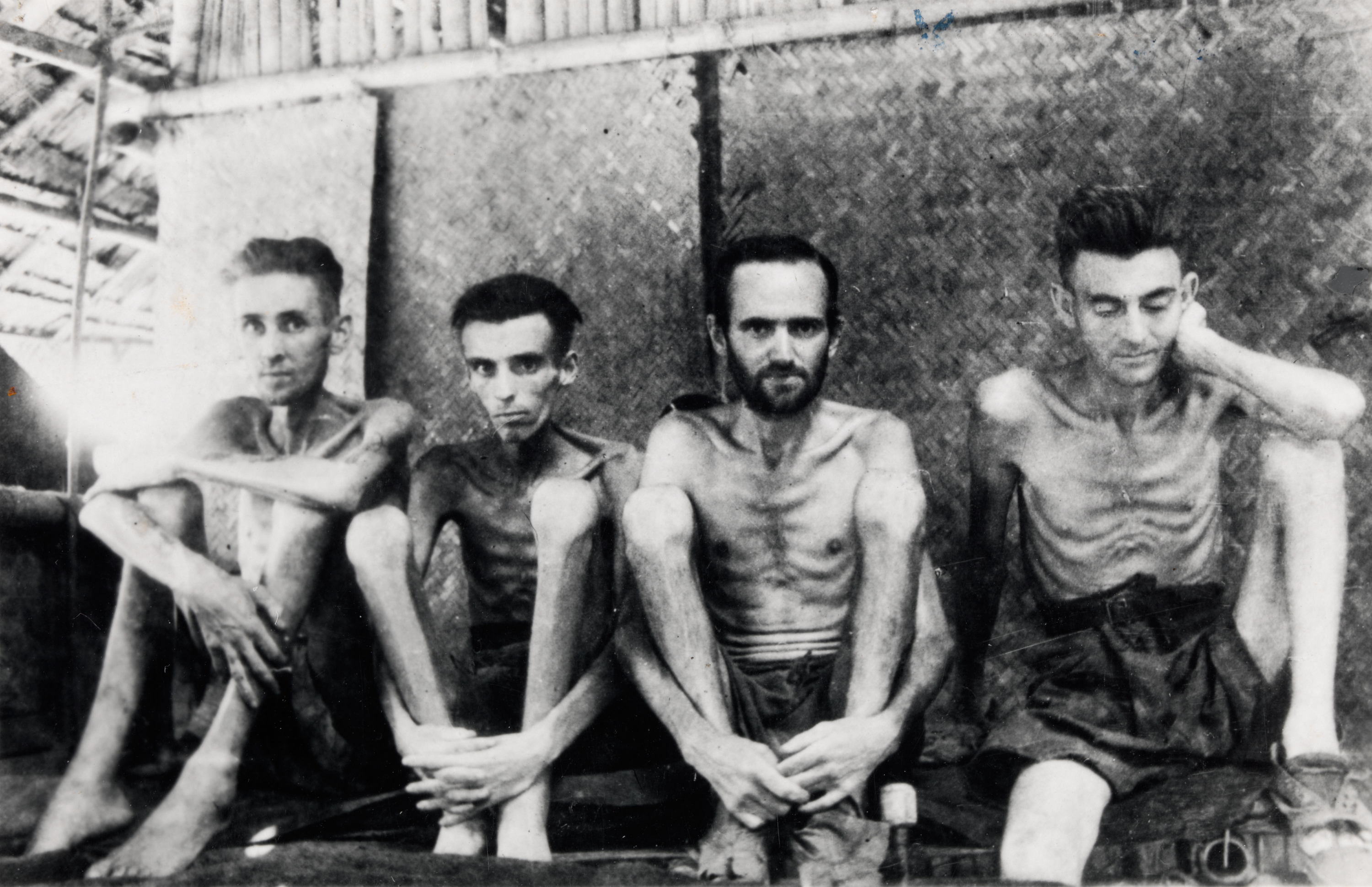
Prisonniers de guerre australiens et néerlandais à Tarsau en Thaïlande en 1943.

Environ 30 000 Australiens ont été faits prisonniers par les Allemands pendant la guerre. Seuls 14 000 des 22 000 prisonniers australiens pris par les Japonais ont survécu à la captivité. La majorité de ces décès a été due à la malnutrition et à la maladie.
8 000 Australiens capturés par l'Allemagne et l'Italie ont été généralement traités conformément aux Conventions de Genève. La majorité de ces hommes avaient été faits prisonniers pendant les combats en Grèce et en Crète en 1941, mais il y avait aussi 1 400 aviateurs australiens qui avaient été abattus sur l'Europe. À l'instar des autres prisonniers de guerre des Alliés occidentaux, les Australiens ont été gardés dans des camps permanents en Italie et en Allemagne. Alors que la guerre approchait de sa fin, les Allemands ont transféré de nombreux prisonniers vers l'intérieur de l'Allemagne pour les empêcher d'être libérés par l'avancée des armées alliées. Ces mouvements ont souvent été faits par le biais de marches forcées dans des conditions météorologiques difficiles et ont entraîné de nombreux décès. Quatre Australiens ont été exécutés après une évasion massive du Stalag Luft III en mars 1944. Bien que 265 prisonniers australiens soient morts au cours de leur captivité en Allemagne et en Italie ce qui représente un pourcentage de mortalité supérieur à celui des prisonniers de guerre australiens morts lors de la Première Guerre mondiale, il a été beaucoup plus faible que le pourcentage de morts chez les prisonniers des Japonais.
Comme les autres prisonniers Alliés capturés par les Japonais, la plupart des milliers d'Australiens capturés dans les premiers mois de 1942 pendant la conquête de la Malaisie, de Singapour, des Indes orientales néerlandaises et de Nouvelle-Guinée ont connu des conditions de vie difficiles tout au long de leur captivité. Les Australiens étaient enfermés dans des camps disséminés dans la région Asie-Pacifique et ont subi de nombreux et longs voyages dans des navires fortement surpeuplés. La ligne de chemin de fer reliant la Thaïlande à la Birmanie est devenue la plus célèbre histoire de prisonniers de guerre, à laquelle 13 000 Australiens ont travaillé à divers moments au cours des années 1942 et 1943. La plupart des prisonniers de guerre australiens qui sont morts au cours de leur captivité japonaise ont été victimes délibérément de malnutrition et de maladie, mais des centaines de prisonniers australiens ont été aussi délibérément tués par des gardiens. Le traitement subi par les prisonniers de guerre australiens continua d'être à l'origine de l'animosité de nombreux Australiens envers le Japon après la guerre.
Des milliers de prisonniers de guerre des forces de l'Axe ont également été détenus en Australie au cours de la guerre. Sur un total de 25 720 prisonniers, il y avait 18 432 Italiens, 5 637 Japonais et 1 651 Allemands. Ces prisonniers ont été gardés dans des camps construits à cet effet et ont été traités conformément aux règles de la Convention de Genève. Dans la matinée du 5 août 1944, près de la moitié des 1 104 prisonniers de guerre japonais du camp no 12 près de Cowra, en Nouvelle-Galles du Sud ont tenté de s'échapper. Les prisonniers ont débordé leurs gardiens, coupant plus de 400 fils de clôtures. Tous les échappés ont été repris ou tués dans les dix jours, avec 234 Japonais tués au cours de l'évasion, 108 Japonais blessés, quatre gardes australiens ont été tués (deux ont reçu la George Cross à titre posthume pour leur comportement au cours de l'évasion) et quatre autres Australiens ont été blessés.

## Unité nationale
Pendant la guerre, le gouvernement australien a considérablement étendu ses pouvoirs afin de mieux orienter l'effort de guerre, l'industrie et les ressources humaines du pays ont été axées sur le soutien des forces armées alliées.
Le gouvernement australien a augmenté ses pouvoirs à partir du 9 septembre 1939 lorsque le National Security Act est devenu loi. Cette loi a permis au gouvernement d'introduire la conscription industrielle et les hommes et les femmes ont été affectés dans les industries essentielles. Le rationnement a été introduit pour la première fois en 1940 et a été largement développé au cours de 1942. Le gouvernement a également fortement encouragé l'austérité et l'émission d'obligations de guerre comme un moyen de réduire la demande pour des ressources rares.
Les politiques des différents gouvernements pour développer les industries connexes de guerre ont été couronnées de succès avec l'accroissement de la modernisation de l'Australie dans le secteur industriel et l'arrivée à l'autosuffisance dans la fabrication de la plupart des catégories d'armes. Dans les décennies qui avaient précédé la guerre, les gouvernements australiens successifs avaient versé des subventions, créé des droits de douane et d'autres mesures d'incitation pour encourager le développement des secteurs militaires tels que la production d'avions, d'automobiles, de pièces d'électronique et de produits chimiques. Ces industries secondaires ont été intégrées dans une économie de guerre au cours des années 1940 et 1941 et ont été en mesure de répondre à la plupart des besoins de l'Armée en 1942. Le gouvernement a dirigé les efforts visant à développer la fabrication des techniques de pointe dont bénéficièrent certains succès notables, comme le développement de radars légers, des dispositifs optiques pour l'artillerie et des équipements adaptés pour être utilisés dans les tropiques. L'industrie australienne a également mis au point de nouvelles armes qui ont été produites en masse pour les militaires, y compris les mitraillettes Owen et une version raccourcie de l'obusier QF 25. Ce ne sont pas tous les projets de développement qui ont été couronnés de succès : les efforts visant à mettre en service un tank australien (le tank Sentinel) n'ont pas cessé jusqu'à ce que le tank soit devenu obsolète et inutile et le développement des bombardiers et avions de combat australiens (le CAC Woomera et le CAC CA -15 respectivement) ont été abandonnés car les moteurs nécessaires pour ces appareils n'étaient pas disponibles et au lieu de cela des modèles américains et britanniques furent fabriqués sous licence.
L'expansion massive de l'armée a conduit à une grave pénurie de travailleurs de sexe masculin et à l'augmentation de la participation des femmes sur le marché du travail. Le nombre de femmes australiennes occupant un emploi salarié a augmenté, passant de 644 000 en 1939 à 855 000 en 1944. Bien que cela n'ait représenté qu'une augmentation de 5 % de la proportion de femmes australiennes qui travaillaient, un grand nombre de femmes ont été déplacées d'activités traditionnellement «féminines», telles que les rôles domestiques, en activités "masculines" dans l'industrie. Des branches des forces armées féminines ont été créées en 1941 et, en 1944, près de 50 000 femmes étaient en poste dans les services féminins de l'armée de terre, de l'air et de la marine australiennes. Des milliers d'autres ont servi dans le civil avec l'armée des travailleuses agricoles australiennes (Australian Women's Land Army) et la force aérienne auxiliaire australienne féminine (Women's Auxiliary Australian Air Force). La pénurie de main-d'œuvre est devenue de plus en plus importante vers la fin de la guerre, et les militaires australiens ont vu leurs effectifs réduits en taille en 1944 pour libérer du personnel pour les industries de guerre et l'économie civile.
La conscription industrielle et la poursuite d'une politique d'augmentation de la productivité ont entraîné une hausse du travail contraint tout au long de la guerre. Beaucoup de travailleurs ont été invités à travailler de longues heures dans de mauvaises conditions de travail et n'ont pas pu changer d'emploi en raison des lois sur la main-d'œuvre. Les conditions de travail difficiles ont également été majorées par une réduction du niveau de vie imposée par les mesures d'austérité du gouvernement. En conséquence, des grèves et autres formes de protestation ont perturbé la production australienne, en particulier à partir de 1943. Ces manifestations ont provoqué des critiques de la part d'autres civils et des membres de l'armée. En mai 1943, le gouvernement a mis en place une loi qui permettait à des travailleurs d'être enrôlés de force dans l'armée s'ils faisaient des grèves illégales, mais cela a eu peu d'impact en raison de la pénurie de main-d'œuvre qualifiée dans les industries les plus exposées à des conflits.
La Seconde Guerre mondiale a marqué le début d'une longue période de croissance économique australienne. La guerre a considérablement augmenté la taille et l'importance du secteur industriel et stimulé le développement des technologies industrielles très avancées. Dans le cadre de cette tendance de nombreux travailleurs ont acquis des niveaux de compétences relativement élevé et le pourcentage de main-d'œuvre féminine a beaucoup augmenté. De nombreuses femmes ont été toutefois forcées de quitter les emplois traditionnellement occupés par les hommes.

## Après la guerre

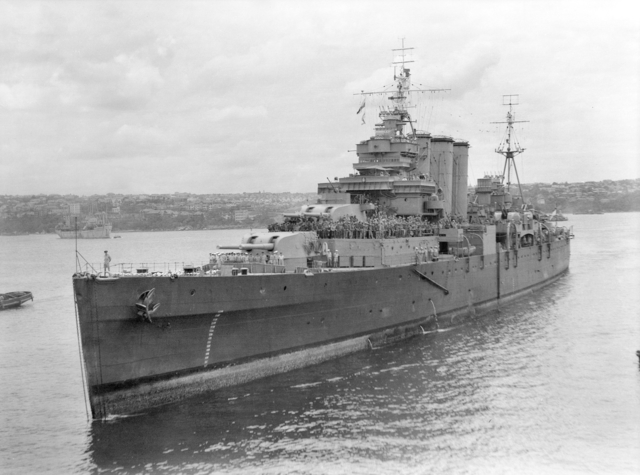
Le Shropshire arrive à Sydney en novembre 1945 en ramenant des soldats.

La Seconde Guerre mondiale a couté la vie à des milliers d'Australiens et consommé une grande partie du revenu national du pays. Pendant la guerre, 27 073 militaires australiens ont été tués, sont morts de blessures ou alors qu'ils étaient prisonniers de guerre. De ce nombre, 9 572 ont été tués dans la guerre contre l'Allemagne et l'Italie et 17 501 dans la guerre contre le Japon. Près de la moitié des morts australiens dans le Pacifique ont été des prisonniers des Japonais. Au moins 386 marins civils australiens ont également été tués pendant la guerre. Le total des dépenses de guerre australiennes a été de 2 949 380 000 de £ et a eu son apogée en 1942-43 lorsque les dépenses de guerre ont représenté 40,1 % du revenu national.
Le service militaire obligatoire a pris fin en 1945 et la plupart des Australiens ont été démobilisés avant la fin de 1946. Une force de volontaires australiens a été constituée pour contribuer à la force d'occupation du Commonwealth britannique (British Commonwealth Occupation Force ou BCOF) au Japon, en Australie à condition que le siège de la BCOF soit en Australie et qu'elle fournisse une forte proportion de son personnel..
La Seconde Guerre mondiale a conduit à des changements importants dans la société australienne. En termes économiques, la guerre a accéléré le développement de l'industrie manufacturière australienne et a conduit à une forte baisse du chômage. L'impact de la Seconde Guerre mondiale a changé la société australienne et a contribué à la mise en place d'une société cosmopolite où les femmes ont pu jouer un rôle plus important. La guerre a également entraîné une plus grande maturité de l'Australie dans ses relations avec le monde, comme l'a montré par la suite le développement d'une politique étrangère indépendante et l'encouragement à une migration de masse après la guerre.